# 伽利略计划
| 经理              | 日期                         |
| ----------------- | ---------------------------- |
| 约翰·R·卡萨尼     | 1977 年 10 月 – 1988 年 2 月 |
| 迪克·斯佩哈尔斯基 | 1988 年 2 月 – 1990 年 3 月  |
| 比尔·奥尼尔       | 1990 年 3 月 – 1997 年 12 月 |
| 鲍勃·米切尔       | 1997 年 12 月 – 1998 年 6 月 |
| 吉姆·埃里克森     | 1998 年 6 月 – 2001 年 1 月  |
| 艾琳·泰利格       | 2001 年 1 月 – 2003 年 8 月  |
| 克劳迪娅·亚历山大 | 2003 年 8 月 – 2003 年 9 月  |

伽利略号任务是美国的一个无人太空任务，主要研究木星及其卫星，顺带观测其他几颗小行星。伽利略号航天器以意大利天文学家伽利略·伽利莱名字命名，由轨道飞行器和入口探测器组成。 1989年10月18日由美国航天飞机 亚特兰蒂斯号送入地球轨道执行STS-34任务，在重力辅助飞越航天器金星和地球后于1995年12月7日抵达木星，成为第一艘绕木星运行的航天器。它向木星发射了第一个大气探针，直接进入其大气层。尽管遇到了严重的天线问题，伽利略号还是首次飞越了加斯普拉星，并在艾女星附近发现了第一颗小行星卫星Dactyl。 1994年，伽利略号还观测到舒梅克-利维9号彗星号彗星与木星的碰撞。
它观测了木星的大气成分和氨云，还记录了木卫二的火山活动以及其等离子体与木星大气的相互作用。伽利略号收集的数据进一步支持了木卫二冰面下有液态海洋的理论，其观测数据也表明在木卫三和木卫四表面下也有类似的液态盐水层。木卫三被证明具有磁场，飞船还发现了木卫二、木卫三和卡利斯托周围存在外球层的新证据。伽利略号还发现木星的细小的环系统由四颗小内卫星所产生的尘埃组成。此外，还绘制了木星磁层的范围和结构图。
2003年9月20日，在太空飞行14年、在木星系统飞行8年之后，伽利略以48每秒（30英里每秒） ，完全消除了地球的微生物污染当地卫星的可能性。

## 背景
木星是太阳系中最大的行星，其质量是所有其他行星质量总和的两倍多。 早在1959年，美国国家航空航天局喷气推进实验室就开始考虑向木星发送环绕探测器，并草拟了四个任务概念：
- 深空任务，穿越行星际空间；
- 飞掠任务，飞掠多颗行星；
- 环绕任务，将探测器围绕行星的轨道旋转，进行详细研究；
- 着陆任务，探索行星及卫星的大气层和表面。 [7]

先驱者10号和先驱者11号这两项木星探测任务由美国国家航空航天局艾姆斯研究中心负责规划这两项任务，并于1969年获得批准。在此之后，先驱者11号于1973年4月发射升空，1974年12 月在34000公里的高度飞掠木星，随后飞掠土星。更先进的旅行者1号和旅行者2号两艘航天器分别于1977年9月5日与1977年8月20日发射升空，并于1979年3月与7月到达木星。

## 策划

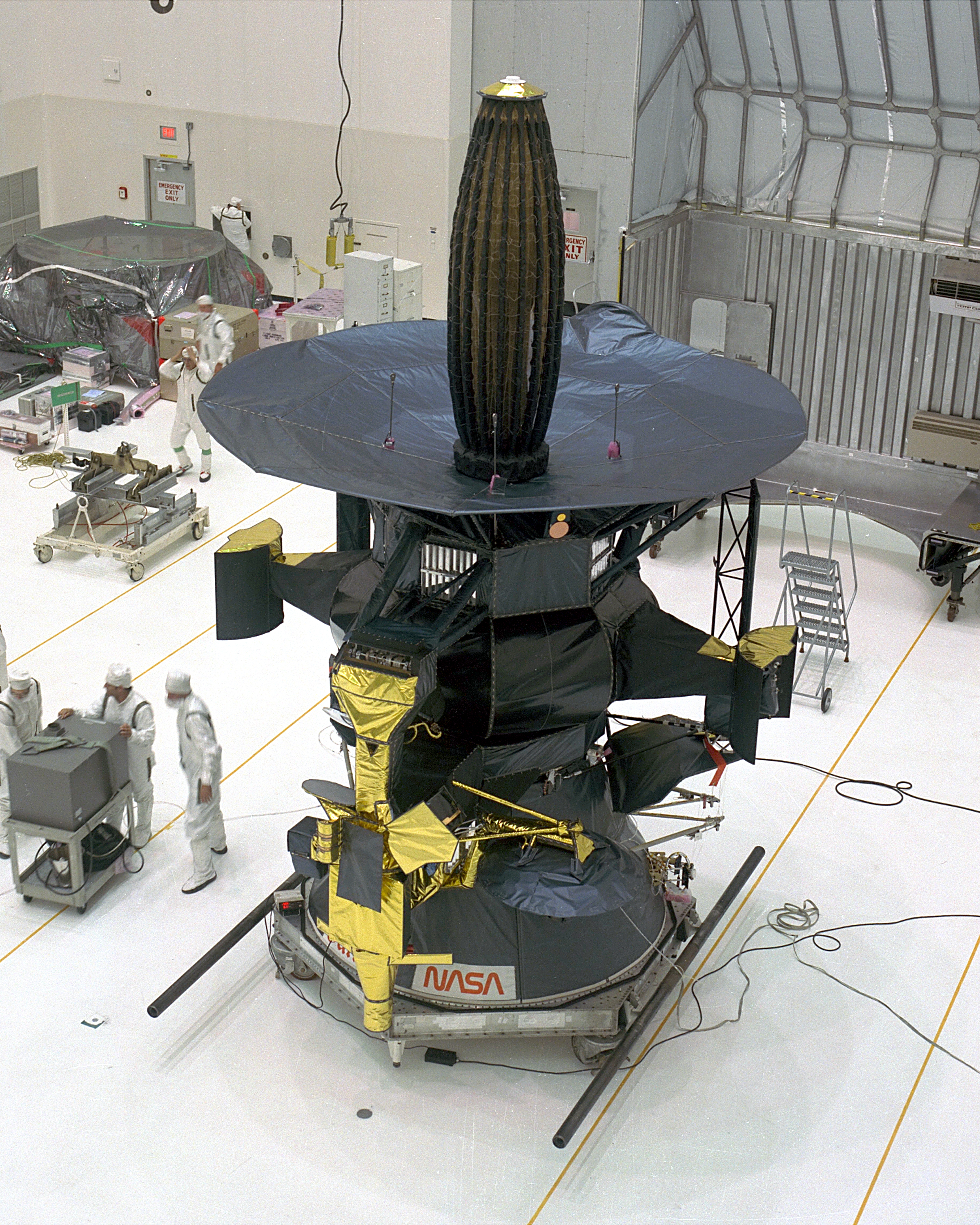
在垂直处理设施（VPF）中，伽利略与惯性上级助推器。

### 启动
在旅行者计划获得批准后，美国宇航局外太阳系任务科学顾问小组(SAG)开始筹划木星轨道器和木星大气探针。 进一步的研究指出，制造这种大气探针所需要的隔热罩材料还并不存在。研究还认为，能提供测试这种隔热罩的设备直到1980年才能提供。 还有人担心木星产生的电磁辐射对航天器部件的影响。然而，在先驱者10号和先驱者11号进行了飞掠后，人们更好地了解了辐射对航天器部件的影响。 这些数据表明，电磁辐射的影响没有人们想象的那样严重。 NASA项目管理层指定喷气推进实验室牵头当时命名为木星轨道探测器（JOP）的项目。 而资历丰富的，曾经领导过水手号计划与旅行者号项目的约翰·R·卡萨尼（JohnR.Casani） ，成为了该项目的首要牵头者。 这个探测器将是第五个造访木星的无人航天器，却是第一个进入木星轨道的探测器。而木星大气探针探测器将是第一个进入木星大气层的航天器。
在开始研究后，埃姆斯(Ames)和喷气推进实验室做出的第一个重要决定，是使用类似于水手计划的姿态控制系统，就像曾飞掠太阳系四大气态巨行星的旅行者2号一样，而使用类似于先驱者号的构型。 ”先驱者”系列航天器通过以每分钟60转的速度进行自传，从而可以360度观察周围环境，而且没有姿态控制系统。 相比之下，水手计划的航天器拥有姿态控制系统，其中有三个陀螺仪和两套六个氮气喷射推进器。 航天器的姿态通过参照太阳和老人星来确定，其中监测模块包含两个主要传感器和四个次要传感器，以及一个惯性参考单元和一个加速度计。 这使得它可以拍摄高分辨率的定向图像，但其代价就是大幅增加其质量。 水手系列探测器重722（1,592英磅），而先驱系列探测器者只有146（322英磅）。
两艘旅行者宇宙飞船是由带有半人马座末级的泰坦3号E运载火箭火箭发射。但后来，泰坦系列火箭退役了。20世纪70年代末，美国国家航空航天局将重点研发放在了可重复使用航天飞机，并认为航天飞机将淘汰消耗型火箭。至1975 年底，NASA颁布法令，要求今后所有的行星任务都将由航天飞机发射。而这次木星探索任务，将会是第一个这么做的。航天飞机本应配备太空拖船，以发射运行在高于低地球轨道的有效载荷，但这种计划从未获得批准。美国空军随后为此开发了固体燃料临时末级（IUS），后更名为惯性上级。
惯性上级的推力并未强大到将有效载荷直接经霍曼转移发射到木星。然而一些工程师提议使用一系列引力弹弓，即进行多次行星飞掠来获得额外的速度，这可以节省一部分燃料。然而，这样的代价是——更长的旅行时间与更低的安全性。这意味着任务将需要比不进行引力弹弓要长几个月甚至数年才能到达木星。 其中，更长的旅行时间意味着设备将更快得老化，同位素电源的功率将进一步下降。 一些引力弹弓还意味着轨道更加接近太阳，这致使进一步老化。 原计划中，推进阶段将包含两级，大的推进剂重达9,700（21,400英磅），而另一个小的推进剂重约2,700（6,000英磅）。 这对大多数卫星来说已经足够了。 
据估计，木星轨道器（Jupiter Orbiter Program）将耗费6.34亿美元（考虑到通货膨胀，这笔钱相当于现在的19亿美元  )，并且需要和哈勃太空望远镜竞争1978财年美国国会提供给美国国家航空航天局的经费。这很有可能造成这个项目流产或无疾而终。与此同时，木星轨道器计划遭到拨款小组委员会（一个第三方预算审机构）主席以及参议员威廉·普罗克斯米尔的反对，但是一场成功的游说活动为木星轨道器和哈勃太空望远镜获得了资金。美国国会于1977 年7月12日正式通过相关法案。随后，木星轨道器计划于1977年10月1日（即1978年财政年度的开始）正式开始。 卡萨尼（Casani ）为该项目发起了一项征名活动。在这个活动中，“伽利略”的票数最多，其次是“伽利略·伽利莱”，其为第一个通过望远镜发现木星的伽利略卫星的人，值得注意的是，这个名字也是电视节目《星际迷航》中一艘航天器的名字。 1978年2月采用新名称

### 准备工作
在早期计划中，伽利略号会搭载在美国航天飞机 哥伦比亚号1982年1月2日至12日之间的某个时间点发射，其会在航天飞机任务STS-23上发射。在这个时间段内，地球、木星和火星，将会处在一个特殊的相位，其可以允许航天器利用火星进行引力弹弓。为了提高可靠性并降低成本，伽利略计划的工程师决定把加压的大气探针改为可供通风的。这将会给飞船整体增加约100（220英磅）的质量。与此同时，科学家将改进伽利略号结构，以提高可靠性，这又会增加165（364英磅）的质量。这将导致致使惯性上级（IUS）中注入额外的燃料。 

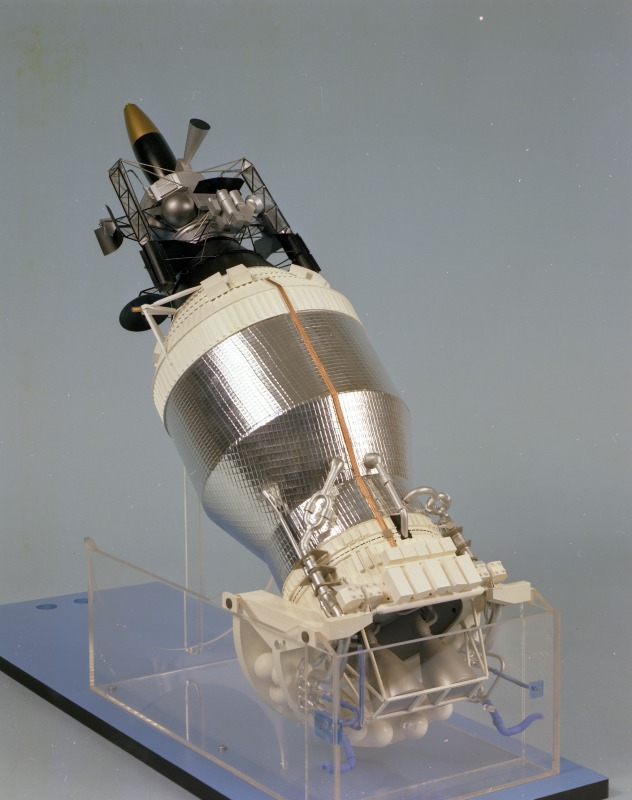
位于San Diego Air and Space Museum的伽利略Inertial Upper Stage的模型

只有使用航天飞机外挂油箱的特殊轻型版本，才能将伽利略号与惯性上级升空。而且航天飞机必须去除所有非必要设备，且航天飞机主发动机（SSME）必须以其额定功率水平的 109% 的功率运行。1980年，航天飞机计划的延迟将伽利略号的发射日期推迟到了1984年。虽然在1984年仍有可以使用火星弹弓，但燃料已不再足够。
美国国家航空航天局决定将伽利略号分成两个独立的航天器，分别单独发射。一个是大气探针（又称大气层探测器），另一个是木星轨道器；其中轨道器于1984年2月发射，大气探针会于一个月后发射。当大气探针进入木星大气层时，轨道器会环绕木星运转，充当中继器的作用。这将使用两次发射，并为探测器建造第二个惯性上级（Inertial Upper Stage），估计需要额外花费5000万美元（相当于2022年的1.63亿美元），但美国航天局希望能够通过对这两个航天器进行单独的招标来收回其中的一部分费用。问题是，虽然大气探测器足够轻，可以用两级惯性上级发射，但木星轨道器却太重，即使有来自火星的引力弹弓也无法做到这一点，因此仍然需要三级惯性上级。
到 1980 年底，IUS 的标价已经上升到5.06亿美元（相当于 2022 年的1.654亿美元）。美国空军可以承担这笔超支费用（实际上已经预计到可能会花费更多的金钱），但 NASA 面临的三级型号的开发报价为 1.79 亿美元（相当于 2022 年的5.85亿美元），比其预算多出 1 亿美元（相当于 2022 年的3.27亿美元）。 在1981年1月15日的新闻发布会上，NASA局长罗伯特-A-弗罗施（Robert A. Frosch）宣布，NASA将撤销对三级惯性上级的支持，转而采用半人马座G Prime末级，因为 "在合理的时间安排和性价比上，没有其他可替代的惯性上级”。

1981年2月，JPL得知管理和预算办公室（OMB）计划大幅削减NASA的预算，并考虑取消伽利略计划。美国空军的干预使伽利略号计划免于被取消。JPL在无人航天器方面拥有丰富的经验。这对深空探测器来说是非常必要的，因为从地球发出的信号需要23到52分钟才能被木星上的探测器接受。 美国空军对卫星的这种收发装置很感兴趣，这样导弹就能利用姿态稳定系统控制自己的姿态，而不是依赖地面站，因为地面卫星站没有被 "加固"，无法抵御核攻击，美国空军还对 JPL 设计伽利略号以抵御木星磁层强烈辐射的方式很感兴趣。1981 年 2 月 6 日，美国参议院临时议长斯特罗姆-瑟蒙德（Strom Thurmond）直接致函美国政府采购办公室主任大卫-斯托克曼（David Stockman），认为伽利略号对美国国防至关重要。

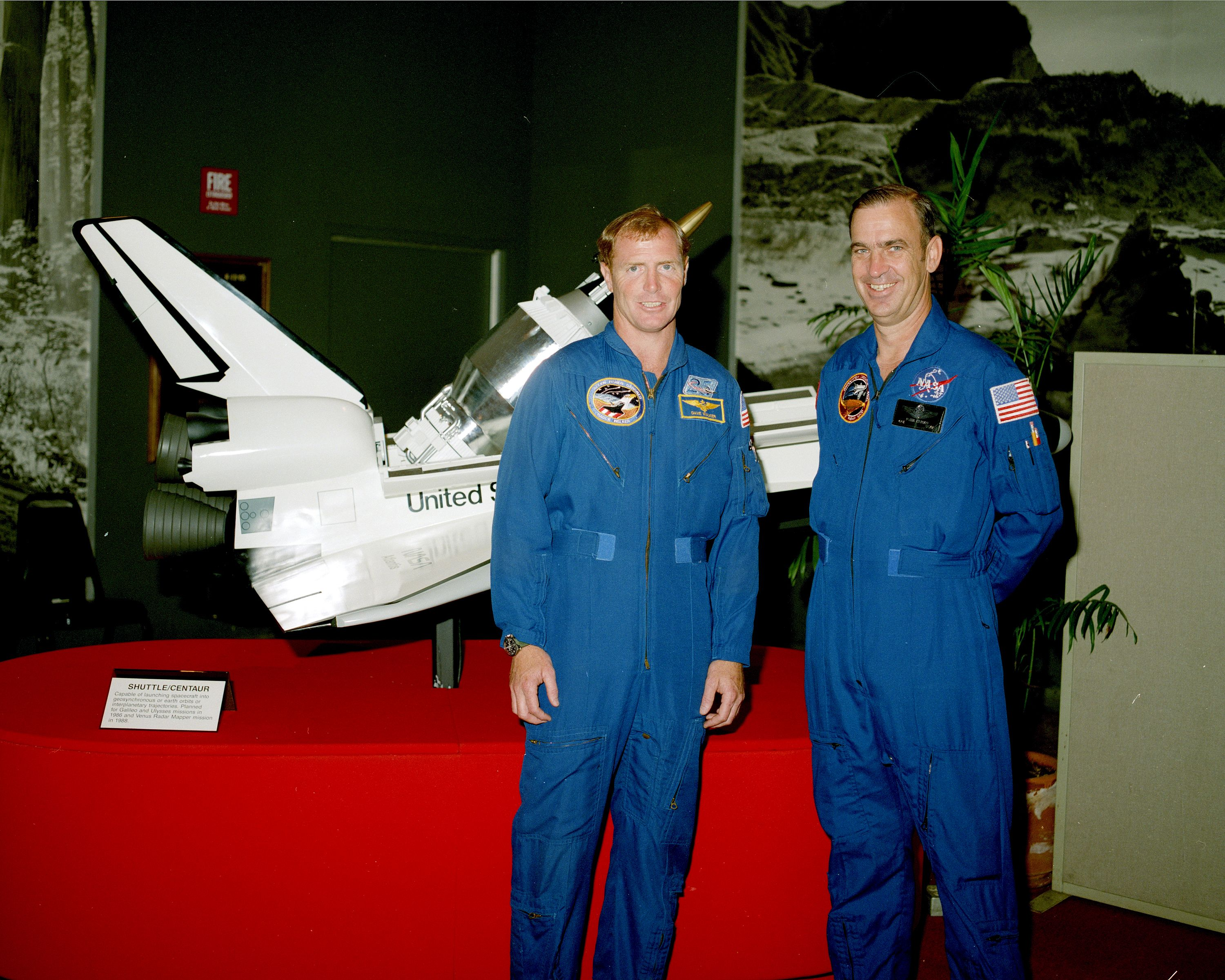
1985 年中期，宇航员约翰·M·费边 (John M. Fabian)和大卫· M·沃克 (David M. Walker)在搭载伽利略号航天飞机模型前合影

1984 年 12 月，卡萨尼提议在伽利略飞行任务中增加对小行星海后星的飞掠任务。在规划飞往木星的航线时，工程师们小心翼翼地设计路线，以期避开小行星。当时人们对小行星知之甚少，怀疑它们可能被尘埃粒子包围。而飞过尘埃云可能会损坏航天器的光学系统，甚至可能损坏航天器本身。为伽利略号准备从亚特兰蒂斯号 航天飞机上释放。惯性末级（白色）已安装完毕。了安全起见，JPL希望至少在小行星10,000 公里（6,200 英里）的安全距离飞掠。飞行路径附近的大多数小行星，如小行星1219和小行星1972，其直径只有几千米，在安全距离处进行观测时价值不大，但海后星是最大的小行星之一，即使在 10,000 千米（6,200 英里）的距离上飞掠也会有很大的科学价值。这次飞越将使航天器到达木星轨道的时间从1988年8月29日推迟到 12月10日，推进剂的消耗将使旋转木星的次数从11次减少到 10次。预计这将使伽利略项目的成本增加 2000 万至 2500 万美元（相当于 2022 年的4800万至6000万美元）。1984年12月6日，美国国家航空航天局局长詹姆斯-贝格斯（James M. Beggs）批准了海后星飞掠。
在测试过程中，发现用于在航天器周围传输电信号的集电环和电刷系统受到污染，于是将它们送回重新制造。问题追溯到焊接后用于清洁部件的氯氟烃。它会被仪器吸收后在真空环境中释放出来，随后与电刷磨损时产生的碎屑混合在一起，导致电信号传输出现间歇性故障。此外，在高电磁辐射环境中还检测到存储设备的性能问题。部件被更换后，又出现了读取干扰问题，即从一个存储器位置的错误读取会干扰相邻位置的读取。后来发现，这是为了降低元件对电磁辐射的敏感性而进行的改动造成的。为此，几乎每个部件都必须拆卸、重新测试和更换。航天器的所有部件都接受了至少 2000 小时的测试。航天器的寿命预计为至少五年，足以到达木星并执行探测任务。1985年12月19日，伽利略号离开位于加利福尼亚州帕萨迪纳的 JPL，开始了它的第一段旅程，即前往位于佛罗里达州的肯尼迪航天中心。伽利略计划于1986年5月20日利用亚特兰蒂斯号航天飞机执行STS-61-G任务。

### 复议
1986 年 1 月 28 日，挑战者号航天飞机在STS-51-L任务中升空。升空 73 秒后，固体火箭助推器发生故障，飞船被撕裂，7 名机组人员全部遇难。挑战者号航天飞机灾难是美国迄今为止最严重的太空事故。这造成伽利略太空飞船无法在原有时间段内发射，因为在调查事故原因期间航天飞机停飞。当航天飞机再次飞行时，伽利略号将不得不再与美国国防部的优先发射项目、跟踪和数据中继卫星系统以及哈勃太空望远镜的经费进行竞争。到 1986 年 4 月，预计航天飞机最早在1987年7月再次飞行，伽利略号也不可能在 1987 年 12 月之前发射。

伽利略号的引力弹弓路径（1989年10月19日至2003年9月30日）。
伽利略号·
木星·
地球·
金星·
小行星951·
海后星

罗杰斯委员会（Rogers Commission）于 1986 年 6 月 6 日提交了报告。这份报告对美国宇航局的安全协议和风险管理提出了批评。其中，报告特别指出了半人马座-G级的危险性。1986年6月19日，美国宇航局局长詹姆斯-弗莱彻（James C. Fletcher）取消了航天飞机-半人马座项目。这部分是由于美国宇航局管理层在 "挑战者"号灾难后更加担忧风险；美国宇航局管理层还没有考虑到让航天飞机再次飞行所需的资金和人力，并认为管理层没有足够的资源来解决半人马座航天飞机的遗留问题。事实证明，航天飞机的改动比预期的要大，1987 年 4 月，JPL 被告知伽利略号无法在 1989 年 10 月之前发射。伽利略号被运回 JPL。任务又一次被搁置。伽利略号准备从亚特兰蒂斯号 航天飞机上释放。
如果没有 "半人马座"，似乎就没有任何办法将飞船送到木星，而飞船的下一次旅行可能就是去史密森学会了。它在太空中飞行的成本估计为每年 4000 万至 5000 万美元（相当于 2022 年的 9100 万至 1.14 亿美元），而整个项目的估计成本已经高达 14 亿美元（相当于 2022 年的 30 亿美元）。
在 JPL，伽利略号任务设计经理兼导航小组组长罗伯特-米切尔（Robert Mitchell）组建了一个由丹尼斯-伯恩斯（Dennis Byrnes）、路易斯-达马里奥（Louis D'Amario）、罗杰-迪尔（Roger Diehl）和他本人组成的小组，研究他们能否找到一条仅使用两级 IUS 就能让伽利略号到达木星的轨道。罗杰-迪尔提出了使用一系列引力弹弓来提供到达木星所需的额外速度的想法。这就要求伽利略号飞掠金星，然后再飞掠地球两次。这被称为 "金星-地球-地球引力弹弓（VEEGA）"轨迹。
之前之所以没有人想到这个"金星-地球-地球引力弹弓（VEEGA），是因为第二次与地球相遇不会给飞船带来额外的速度增量。罗杰-迪尔（Roger Diehl）认为到这是没有必要的；第二次与地球相遇只是改变其方向，使其进入木星轨道。除了飞行时间增加到六年之外，从美国宇航局深空网络（DSN）的角度来看，VEEGA轨迹还有一个明显的的缺点： 伽利略到达木星时，它与地球的距离已达到最大，这意味着信号强度最小。此外，它的南偏角为-23度，而不是北偏角+18度，这意味着它要使用堪培拉深空通信站对其进行通信，它有两台 34 米和一台 70 米的天线。

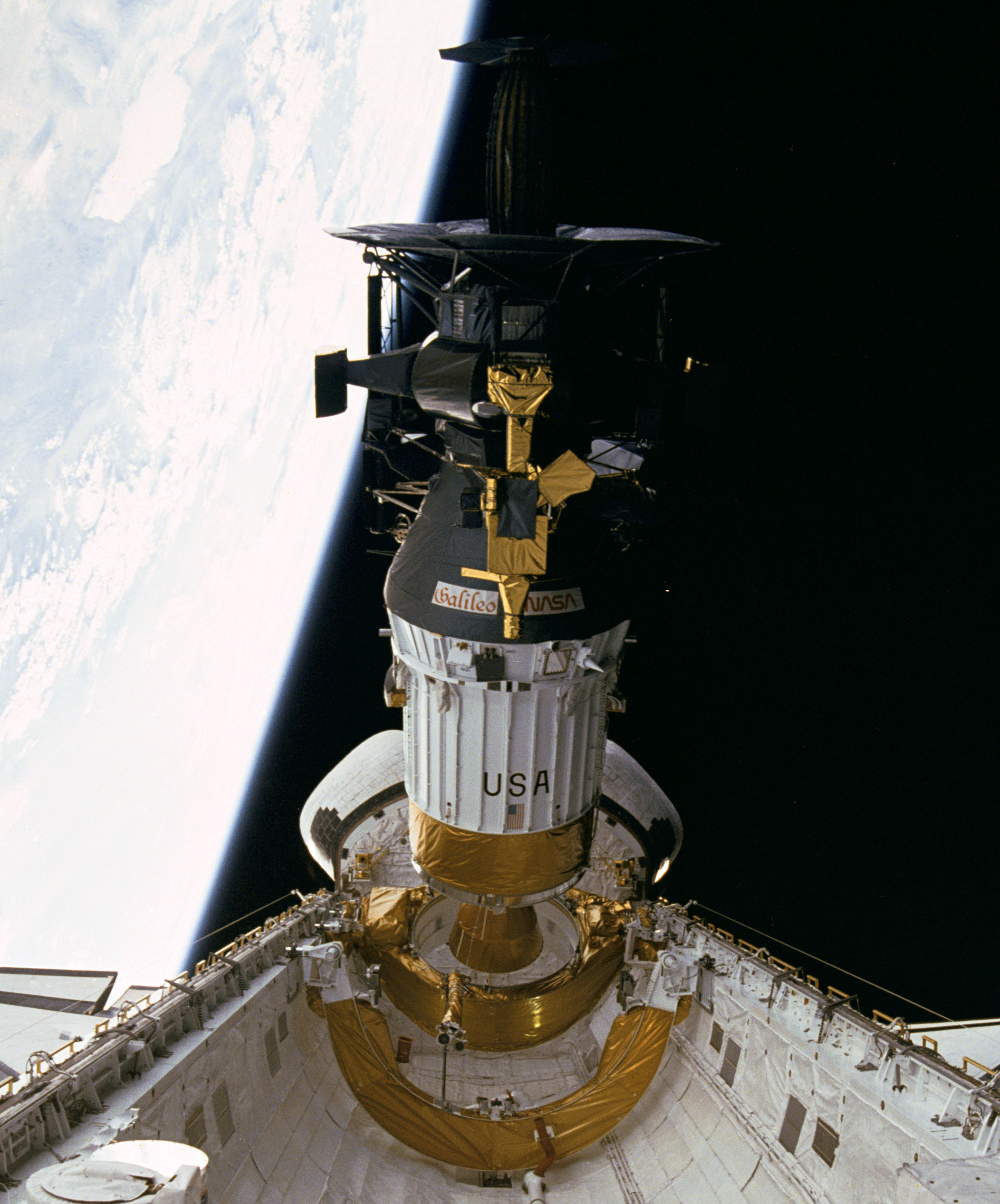
伽利略号正准备从 上释放.

起初，人们认为VEEGA引力弹弓需要在 11 月份发射，但根据达马里奥（Louis D'Amario）和伯恩斯（Dennis Byrnes）计算，如果在金星和地球之间进行中途修正机动，也可以在 10 月发射。任务会使用美国空军的泰坦四号发射系统及其半人马座GPrime 末级。 但在 1988 年 11 月，美国空军通知 NASA，由于美国国防部优先任务的积压，美国空军无法在 1991 年 5 月的发射机会前及时提供泰坦四号发射系统。任务再次被推迟。
随着伽利略号发射日期的临近，一个美国反核组织认为伽利略号所携带的放射性同位素热电发生器（RTGs）中的钚元素和通用热源（GPHS）模块中的钚对公众安全构成了不可接受的风险，他们对这次任务表示担忧，并向法院申请发射禁令。RTG 是深空探测器所必需的，因为这些深空探测器的飞行距离与太阳相距甚远，使用太阳能是不切实际的。它们已在行星探索中使用多年，从未发生过事故。美国国防部的林肯实验卫星8/9 上的钚含量比伽利略号多 7%。直到1989年，放射性同位素热电发生器已在22个探测器上使用。
反核组织活动家们还记得 1978 年苏联的核动力宇宙954号卫星在加拿大坠毁，而挑战者号灾难虽然不涉及核泄露，却提高了公众对航天器故障的认识。此前没有任何携带放射性同位素热电发生器的航天器曾像伽利略的 VEEGA 轨道所要求的那样，在近距离飞掠地球。这创造了一种新的任务失败模式，可能会导致伽利略号的钚在地球大气层中散落。科学家卡尔-萨根（Carl Sagan）是伽利略飞行任务的坚定支持者，他写道："这场争论的任何一方都没有任何荒谬之处"。
在挑战者号事故发生之前，JPL对RTG进行了冲击测试，结果表明它们可以承受 14000 千帕（2000 磅/平方英寸）的压力而不发生泄露，这足以承受发射台上的爆炸。工程师曾考虑过增加防护装置的可能性，但被否决了，主要是因为这会增加无法承受的额外质量。挑战者号灾难发生后，美国国家航空航天局被委托进行了一项研究。研究会探讨如果伽利略号上发生此类事件可能造成的影响。JPL 工程师 Angus McRonald 得出的结论认为，会发生什么情况取决于航天飞机解体时的高度。如果伽利略号组合体在27000米（90000英尺）的高空脱离轨道，RTGs将掉落到地球而不会融化，并掉落到距离佛罗里达海岸约240公里（150英里）的大西洋中。另一方面，如果轨道飞行器在 98700 米（323800 英尺）的高度解体，它将以每秒 2425 米（7957 英尺/秒）的速度飞行，RTG外壳和通用热源模块将熔化，然后坠入距离佛罗里达海岸640公里（400 英里）的大西洋。美国国家航空航天局的结论是，发生这种事故的几率低于2500分之一，然而反核组织认为可能高达430分之一。每个人所面临的风险为一亿分之一，比被闪电击中丧生的风险低两个数量级。据估计，在VEEGA引力弹弓期间意外进入大气层的可能性不到二百万分之一，但事故可能会释放多达11,568居里（428,000 GBq）的能量。

## 发射

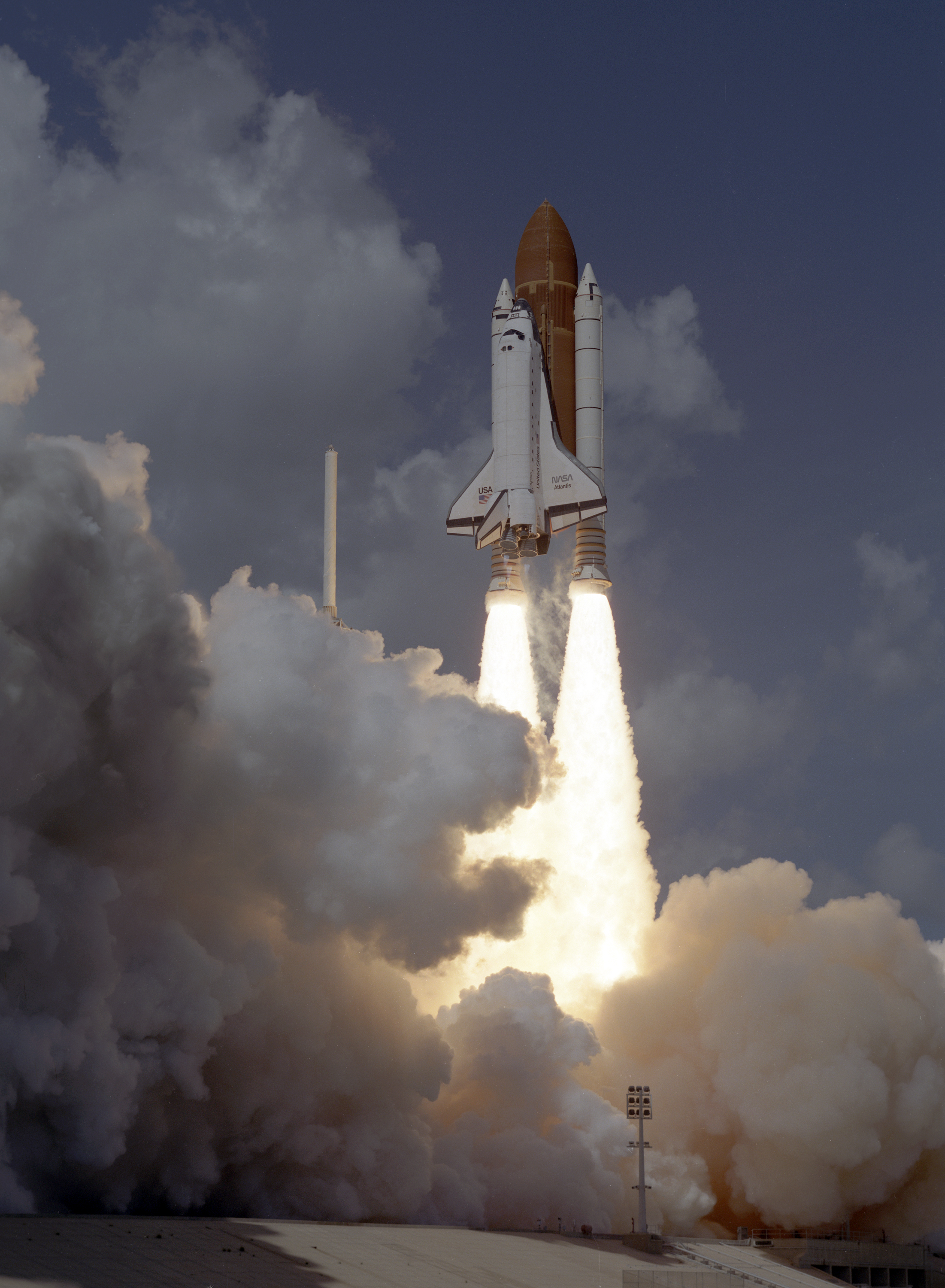
STS-34航天飞机任务的发射

1989 年 10 月 12 日由亚特兰蒂斯号航天飞机执行STS-34任务，其中就包括发射伽利略号。航天器由一个高速卡车车队运送到肯尼迪航天中心，车队在半夜从 JPL 出发。人们担心航天器可能会被反核分子或恐怖分子劫持，因此路线对司机们保密。他们需要连夜赶路，第二天也是如此，只是停下来吃东西和加油。
美国哥伦比亚特区联邦巡回上诉法院在最后一刻驳回了三个环保组织要求停止发射的诉讼。首席大法官帕特里夏-瓦尔德（Patricia Wald）在一份意见书中写道，虽然对伽利略号航天器的法律质疑并非无理取闹，但没有证据表明美国宇航局在进行任务环境评估时存在不当行为，因此上诉因技术原因被驳回。10月16日，8名抗议者因非法闯入肯尼迪航天中心而被捕，其中3人入狱，其余5人获释。
发射被两度推迟，第一次是由于主发动机控制器故障，被迫推迟到10月17日，第二次是由于恶劣天气，不得不推迟到第二天，但这并不影响任务，因为发射窗口直至11月21日。亚特兰蒂斯号最终于世界协调时间 10 月 18 日 16:53:40 升空，进入 343 公里（213 英里）的近地轨道。在世界协调时间10月19日00:15，伽利略号被成功部署。在液体燃料段燃烧之后，伽利略飞船采用了单飞配置，并于世界协调时10月19日01:06:53与IUS分离。这次发射非常完美，伽利略号很快以超过14000公里/小时（9000英里/小时）的速度飞向金星。10月23日，亚特兰蒂斯号航天飞机安全返回地球。

## 金星飞掠
2月9日与金星的相遇是由深空通讯网（Deep Space Network,DSN)的马德里深空聯絡設施和堪培拉深空聯絡設施收发信号。伽利略号于世界协调时1990年2月10日05:58:48飞掠金星，最近为距离16,106公里（10,008英里）。DSN收集的多普勒数据使JPL得以证实引力弹弓操作是成功的，航天器获得了预期的2.2千米/秒（1.4英里/秒）的速度增量。遗憾的是，在飞越三小时后，由于大风，金石跟踪站不得不关闭，多普勒数据也随之丢失。

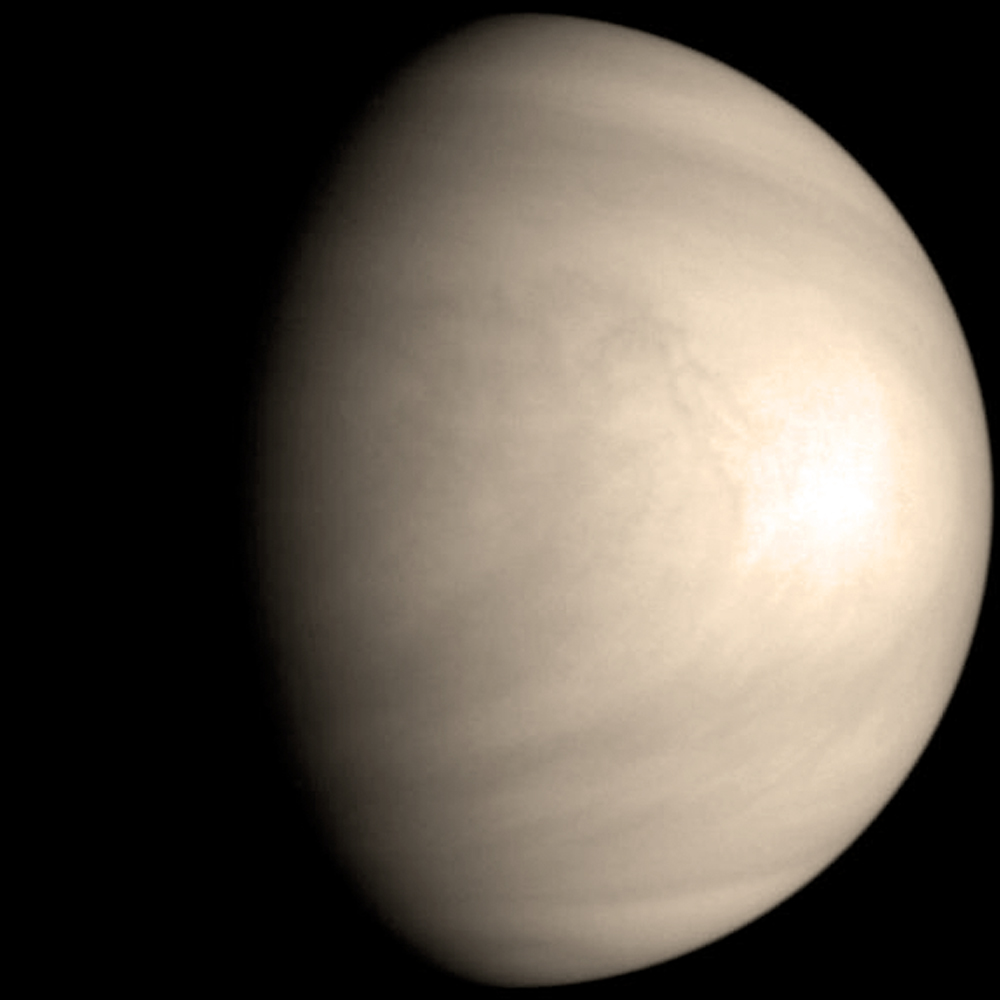
伽利略号拍摄的金星假彩色图像。

由于金星与太阳的距离比航天器设计的运行距离要近得多，因此要非常小心地避免航天器热损伤。因此，X 波段高增益天线（HGA）没有展开，而是像雨伞一样折叠起来，背对远离太阳，以保持其冷却。这意味着必须使用两个小型S波段低增益天线（LGA）。它们的最大带宽为每秒1,200 比特，而高增益天线的预期带宽为每秒 134,000 比特。由于飞船离地球越来越远，因此还必须使用 DSN 的 70 米（230 英尺）天线，这对其他太空任务不利，因此他们的优先级低于伽利略系统，数据传回可能会变慢。即便如此，在飞越金星的几天内，下行链路遥测速率还是降到了 40 比特/秒，到 3 月份，又降到了 10 比特/秒。
金星是许多探测器的关注点，最近的无人探测器的是麦哲伦号探测器。伽利略号在设计时并没有考虑到金星。尽管如此，伽利略号还是可以进行一些有用的观测，因为它携带了一些从未在金星探测器上飞掠过的仪器，如近红外绘图光谱仪（NIMS）。对金星的观测发现，金星大气层中的温室气体没有阻挡某些红外光线，因此可用红外线光谱仪之间观测金星地表。其拍摄的照片分辨率是地球望远镜的三到六倍。还部署了紫外线分光计（UVS）来观测金星云层及其运动。
当伽利略号穿过金星与太阳风相互作用产生的弓形激波地带时，利用伽利略号的高能粒子探测器（EPD）进行了另一组观测。地球的强磁场导致弓形冲击波发生在距离地心约 65,000 公里（40,000 英里）的地方，而金星的弱磁场导致弓形冲击波几乎发生在金星表面，因此太阳风与大气发生了相互作用。利用等离子波探测器对金星上的闪电进行了搜索，发现了九次可能由闪电引起的爆发，但利用并未使用固态成像系统（SSI）捕捉到闪电图像。

## 地球

### 飞掠
伽利略号分别于1990年4月9日至12日和5月11日至12日进行了两次小的航向修正。航天器两次飞掠地球；第一次在世界协调时 1990 年 12 月 8 日 20 时 34 分 34 秒，距离地球 960 公里（600 英里）。这比预测值只高出了 8 公里（5 英里），而且最近接近地球的时间也只差了一秒。这是深空探测器首次从行星际空间返回到地球上空。第二次飞越地球是在世界协调时 1992 年 12 月 8 日 15 时 09 分 25 秒，距离地球 304 公里（189 英里）。这一次，航天器在南大西洋上空距离预定点不到一公里的地方飞过。这次飞行非常准确，因此取消了预定的航线修正，从而节省了 5 公斤（11 磅）推进剂。

### 地球的弓形激波与太阳风

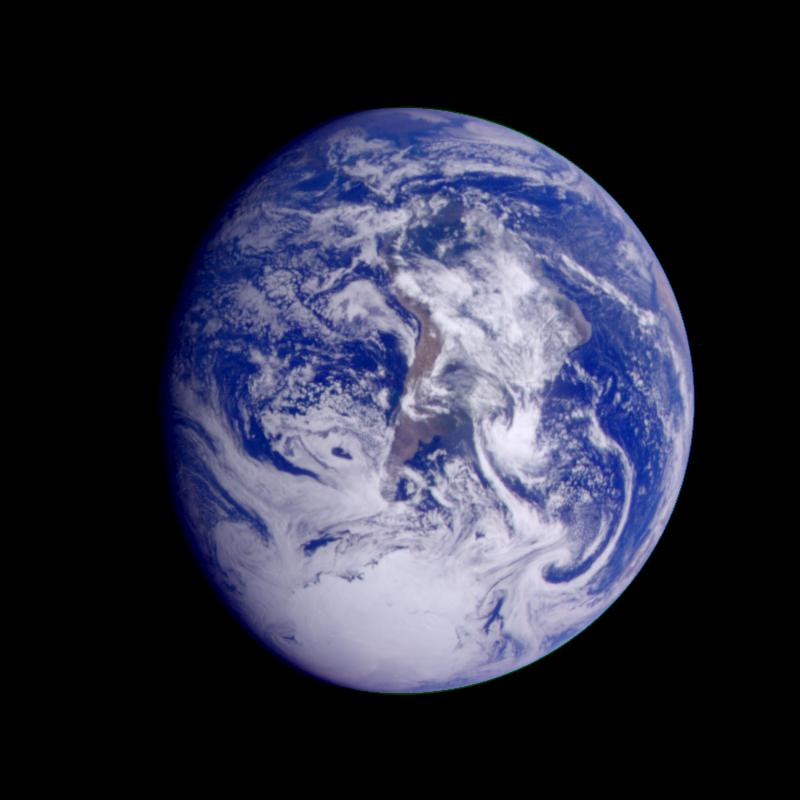
伽利略号所摄的地球，时间：1990年12月。

伽利略号借此机会进行了一系列实验。伽利略号经过地球白昼面时，对地球的弓形激波进行了研究。太阳风以每秒200至 800公里（120 至 500 英里/秒）的速度传播，被地球磁场偏转，在地球暗面形成了一条磁尾，其半径超过地球半径的一千倍。伽利略号在距离地球 5.6 万公里（3.5 万英里）处穿过地球暗面的磁尾时进行了观测。当时的磁层相当活跃，伽利略号探测到了由雷击引起的磁暴和惠斯勒（一种由闪电产生的极低频电磁波）。近红外分光成像其（NIMS，Near-Infrared Mapping Spectrometer）被用来寻找夜光云，据信这些云层是由工业生产释放的甲烷造成的。通常只有在 9 月或 10 月才能看到它们，但伽利略号能够在 12 月探测到它们，这表明地球的臭氧层受到了破坏。

### 远程探测地球上的生命
天文学家卡尔-萨根（Carl Sagan）一直在思考地球上的生命是否可以很容易地被从太空中探测到，他在 20 世纪 80 年代末设计了一套实验，并在 1990 年 12 月伽利略号首次飞掠地球的过程中使用了伽利略号的遥感仪器。经过处理，萨根于 1993 年在《自然》杂志上发表了一篇论文，详细介绍了实验结果。伽利略号确实发现了现在被称为 "萨根生命标准 "的东西。这些标准包括可见光谱红端（尤其是大陆上空）的强光吸收（由光合作用植物的叶绿素吸收引起）、分子氧吸收带（也是植物活动的结果）、红外吸收带（由地球大气中每摩尔约 1 微摩尔（μmol/mol）的甲烷引起）（这种气体必须由火山或生物活动补充），以及调制窄带无线电波传输，这些都不符合任何已知自然来源的特征。因此，伽利略的实验是对新生的天体生物学的首次远程探测。

### 光学实验
1992 年 12 月，在伽利略号第二次重力辅助行星飞越地球期间，进行了另一项突破性实验。通过伽利略的光学传感器检测来自强大激光器的光脉冲，对太空中的光通信进行了评估。这项实验被称为伽利略光学实验（GOPEX），利用两个不同的地点向航天器发射激光脉冲，一个在加利福尼亚州的桌山天文台，另一个在新墨西哥州的星火光学靶场。桌山天文台使用波长为532nm的掺钕钇铝石榴石激光（Nd:YAG Laser），重复频率约为 15 至 30 Hz，脉冲功率半峰全宽（FWHM）在数十兆瓦范围内的激光，该激光器与一个 0.6 米（2.0 英尺）的卡塞格兰反射镜耦合，传输到伽利略系统。星火发射场也使用了类似的装置，配备了一个更大的 4.9 英尺（1.5 米）发射望远镜。使用伽利略的 560 nm 中心绿色滤光片拍摄的长曝光（约 0.1 至 0.8 秒）图像。结果显示，即使在 600 万公里（370 万英里）的距离上也能清晰观察到激光脉冲。
由于恶劣的天气条件、美国太空防御中心（SPADOC）对激光传输的限制以及航天器上扫描平台反应速度比预期慢造成的指向错误，使得所有曝光时间小于 400 毫秒的帧都无法探测到激光。这致使在总共拍摄的 159 个帧中，成功探测到激光传输的帧数只有48 个。尽管如此，这次实验还是取得了巨大的成功，所获得的数据将来很可能被用于设计激光下行链路，以便从航天器向地球快速发送大量数据。2004 年对该方案进行了研究，以用于未来火星轨道航天器的数据链路。

## 月球飞掠

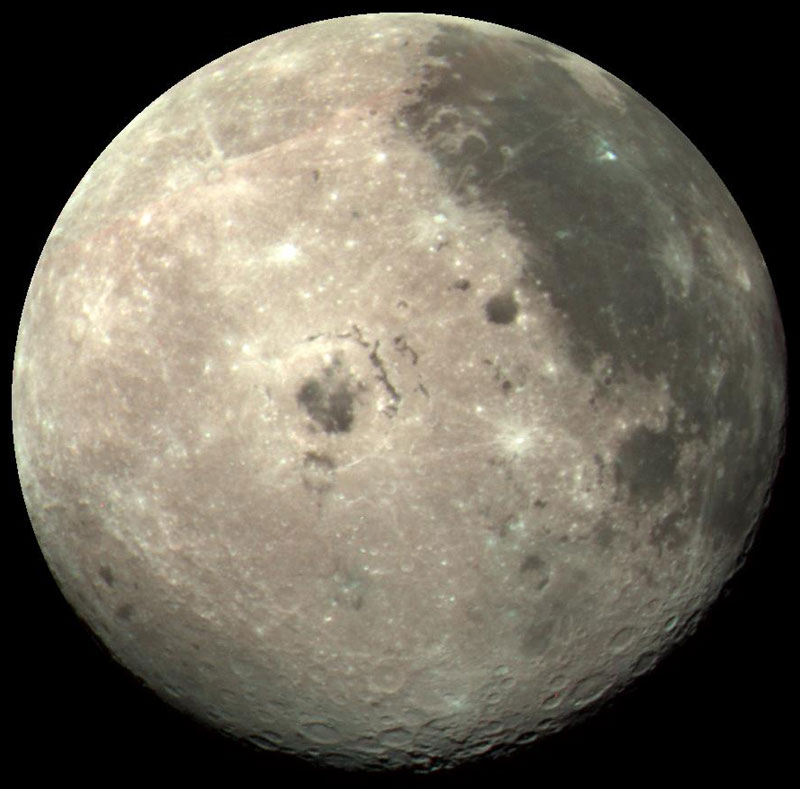
展示东方海
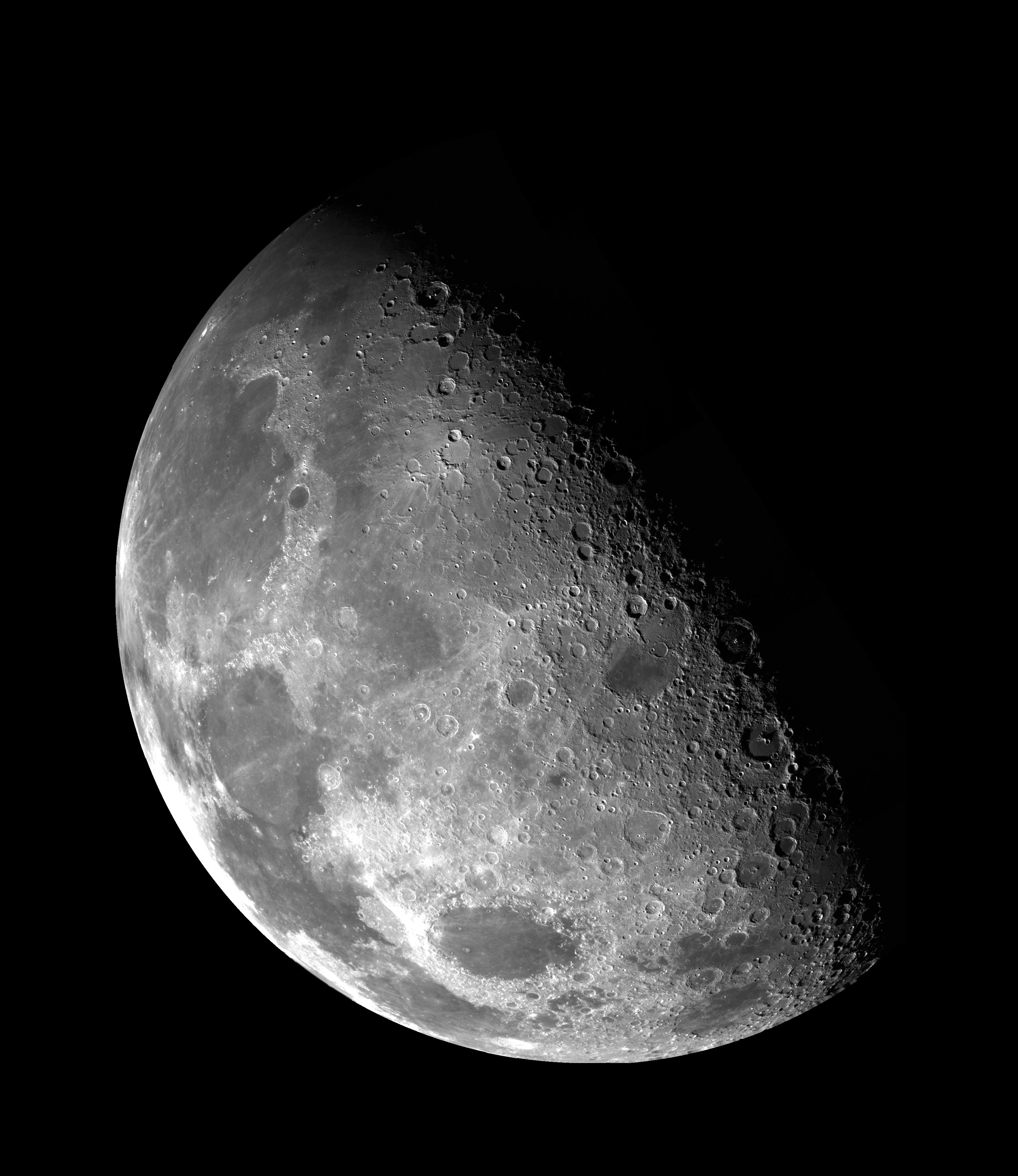
伽利略拍摄的月球北极点
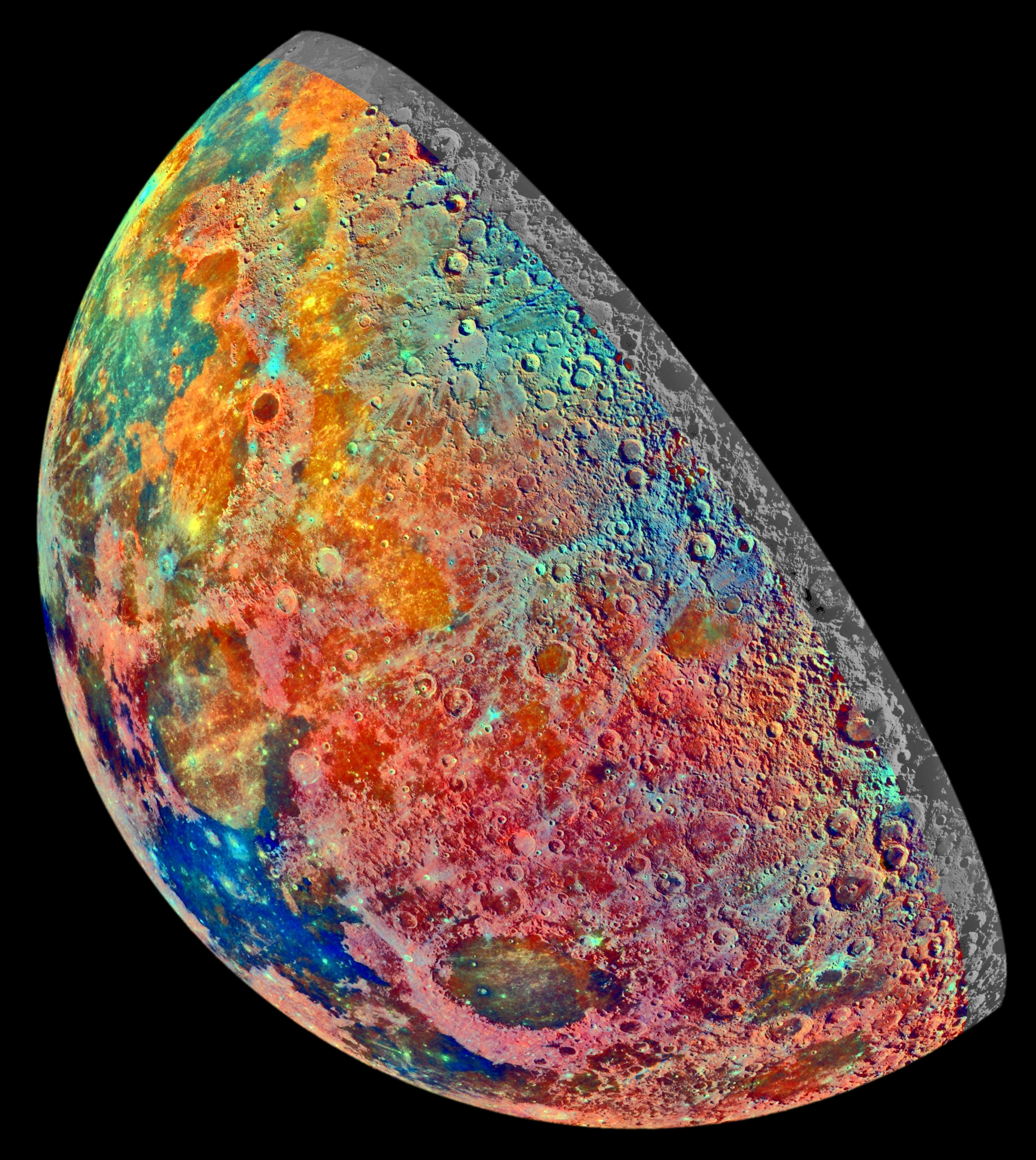
伽利略拍摄的显示月球表面成分变化的假彩色马赛克照片

## 增高益天线的问题

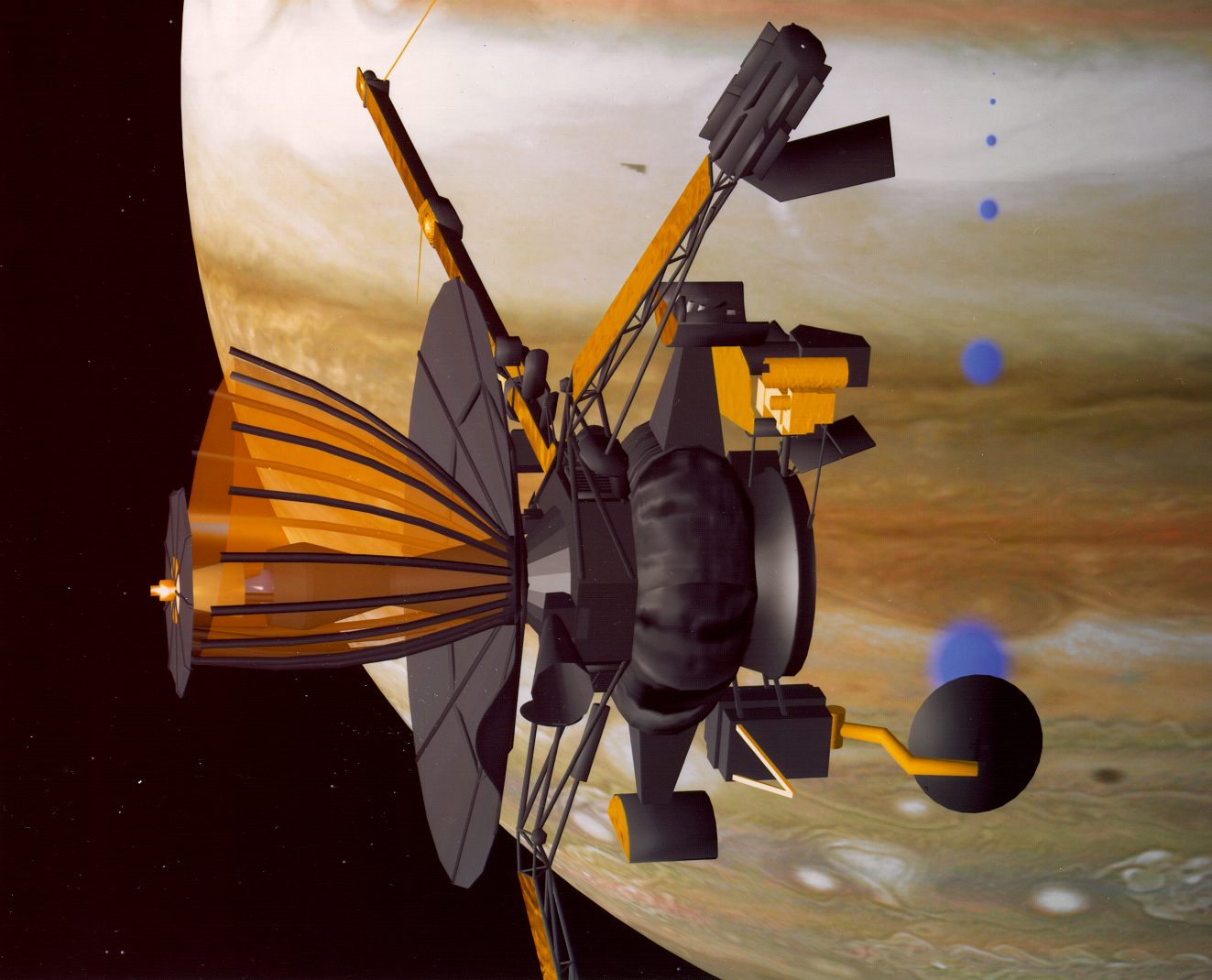
天线未完全展开的伽利略号示意图

一旦伽利略号飞出地球轨道，使用增高益天线（HGA）就不会再有危险。因此在1991年4月11日，伽利略号奉命展开增高益天线。这需要使用两个小型双驱动致动器（DDA）电机，预计需要165秒，如果其中一个电机出现故障，则需要330秒。它们将驱动一个蜗轮。天线有 18 根石墨-环氧树脂肋条，当驱动电机启动并对肋条施加压力时，肋条就会从其顶端所在的杯中弹出，天线就会像雨伞一样展开。当天线完全展开时，微动开关将关闭电机。否则，它们将运行八分钟后自动关闭，以防止过热。
通过伽利略号的遥测数据，调查人员确定电动机在 56 秒时停转，航天器的旋转速度降低，摇晃加剧。只有 15 根肋骨弹出，使天线看起来像一把半开的伞。第一个建议是重新折叠天线并再次尝试打开。这是不可能的；虽然电机能够反向运转，但天线的设计并不适合这样做，强制执行可能会损坏天线。而且在地球上这样做时需要人工协助，以确保钢丝不会卡住。后来发现，小型双驱动致动器的扭矩每次都在减少，因此在进行了五次展开和收起操作后，小型双驱动致动器的扭矩只有原来的一半。
伽利略任务小组首先假设问题出在插座中固定插针的摩擦力上，便尝试的将航天器旋转到远离太阳的地方，然后再转回来。如果是这样，那么加热和冷却肋骨可能会使它们从插座中弹出。这样做了七次，但都没有结果。然后，他们尝试将低增益天线-2（与高增益天线(HGA)和低增益天线-1(LGA-1)朝向相反的方向）摆动 145 度，使其猛然停止，从而摇晃航天器。这样做了六次，没有任何效果。最后，他们尝试以 1.25 赫兹和 1.875 赫兹的频率脉冲双驱动致动器电机，以摇动天线。这使扭矩增加了 40%。在 1992 年 12 月和 1993 年 1 月的三周时间里，电机脉冲了 13000 次，但天线仍然没有被完全展开。

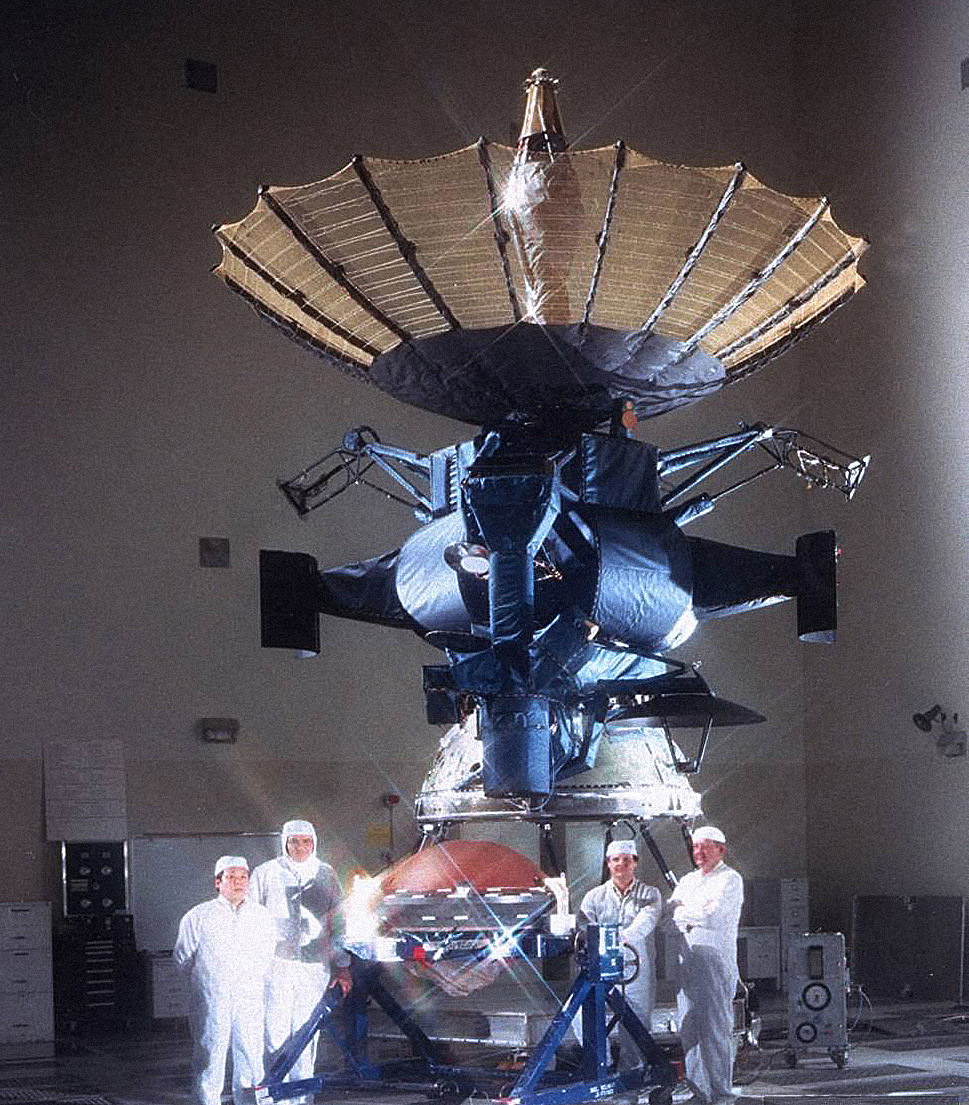
在地面上，伽利略号的天线完全展开。

调查人员得出的结论是，在挑战者号事故发生后伽利略号被存放的 4 年半时间里，航天器在加利福尼亚州和佛罗里达州之间用卡车进行了三次跨州运输，在运输过程中，肋骨顶端和杯体之间的润滑剂受到了振动所致使的侵蚀和磨损。失效的肋条是在这些旅程中最靠近运载伽利略号的平板拖车的肋条。使用陆路运输的部分原因是为了节约成本——空运每次需要额外花费 65,000 美元（相当于 2022 年的 134,000 美元）左右，但同时也是为了减少飞机装卸过程中的搬运量，因为这被认为是造成损坏的主要风险。惯性上级还让航天器在真空环境中经受剧烈振动。在地球上进行的高增益天线试验表明，一组卡住的肋条全部位于一侧，产生的双驱动致动器扭矩最多可降低 40%。
幸运的是，低增益天线-1能够将信息传回地球，尽管由于它是等向传输信号，其带宽大大低于高增益天线的带宽；高增益天线的传输速率为每秒 134 千比特，而 LGA-1 的传输速率仅为每秒 8 至 16 比特。LGA-1 的发射功率约为 15 到 20 瓦，当它到达地球并被一个 70 米大孔径 DSN 天线收集时，总功率约为 10泽瓦。通过采用尖端技术、对多个深空网络天线进行阵列收集以及对用于监听伽利略信号的接收器进行灵敏度升级，数据吞吐量被提高到每秒最多160 比特。通过进一步使用数据压缩，有效带宽可提高到每秒1000比特。
幸运的是，低增益天线-1能够将信息传回地球，但是其带宽大大低于高增益天线的带宽；高增益天线的传输速率为每秒134千比特，而 LGA-1的传输速率仅为每秒 8 至 16 比特。LGA-1的发射功率约为 15 到 20 瓦，当它到达地球并被一个 70 米大孔径 DSN 天线收集时，总功率约为 10泽瓦。通过采用尖端技术、对多个深空网络天线进行阵列收集以及对用于监听伽利略信号的接收器进行灵敏度升级，数据吞吐量被提高到每秒最多160 比特。通过进一步使用数据压缩，有效带宽可提高到每秒1000比特。
在木星及其卫星上收集到的数据储存在航天器的存储器，并在探测器轨道的低辐射区部分使用低增益天线传回地球。与此同时，还可以木星的磁层进行了测量并传回地球。可用带宽的减少降低了整个任务期间传输的数据总量， 的如果没有HGA，比特率只有大约40比特/秒，因此一张图像需要60个小时才能传回地球。伽利略项目在1991年11月7日至14日期间获得了 80 个小时的堪培拉号 70 米碟形天线时间，但拍摄的大部分图像，包括更多表面的低分辨率图像，直到 1992 年 11 月才传输到地球。但伽利略号项目经理威廉-J-奥尼尔（William J. O'Neil）（1992-1997年）表示，他相信伽利略号70%科学目标仍然可以实现。

## 小行星飞掠

伽利略号从发射至木星轨道的路径

伽利略号两度进入小行星带（如图），共飞掠了两颗小行星，分别是951号小行星加斯普拉星与243号小行星艾女星。

### 加斯普拉星

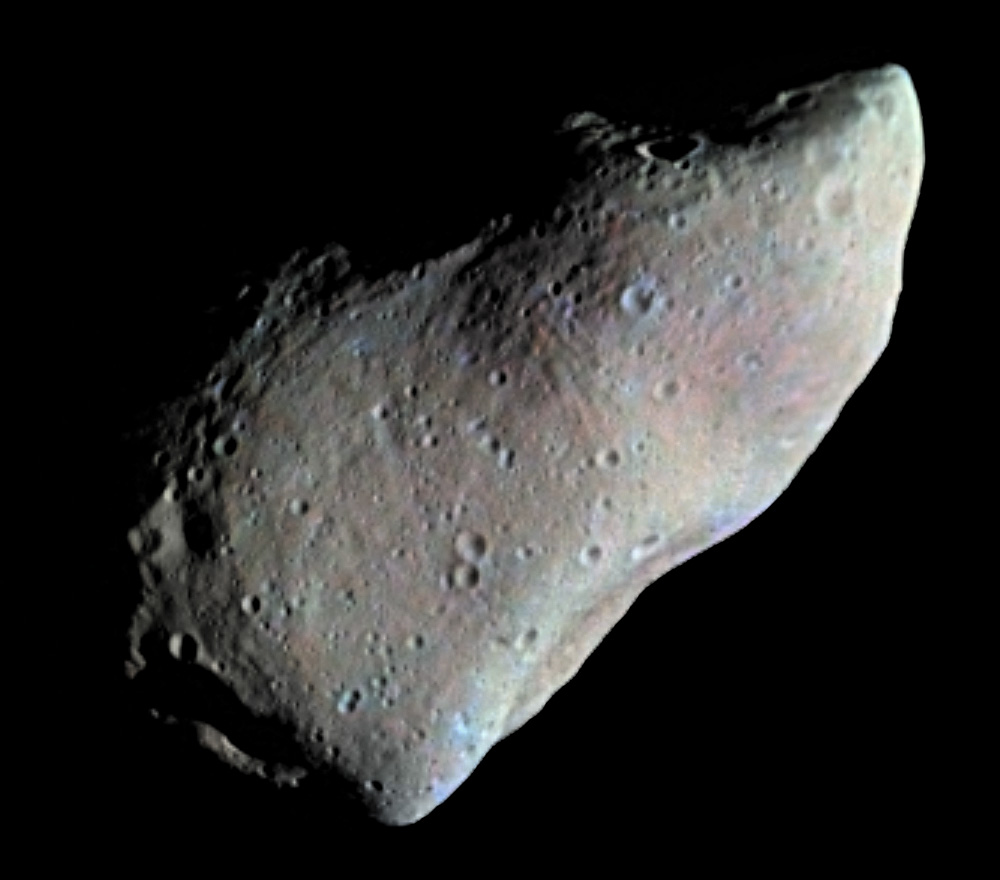
加斯普拉星（颜色经过处理）

在进入小行星带两个月后，伽利略号成为了人类历史上首次近距离飞掠小行星的无人航天器。它于世界协调时1991年10月29日22时37分以8km/s的相对速度飞掠S-型小行星951号小行星加斯普拉星，最近距离约为1604公里。伽利略号使用固态成像系统总共拍摄了57幅加斯普拉的图像，覆盖了该小行星约80%的表面。因为飞船上的增高益天线无法使用，数据下行的传输速率只有大约40比特/秒，因此图像需要60个小时才能传回地球。伽利略项目在1991年11月7日至14日期间使用80个小时的堪培拉号70米碟形天线时间，但拍摄的大部分图像，包括更多表面的低分辨率图像，直到1992年11月才传输到地球。
图像显示，这是一个坑坑洼洼的不规则天体，大小约为19千米{\displaystyle \times }12千米{\displaystyle \times }11千米。这颗小行星并大。我们使用 NIMS 进行了测量，以确定这颗小行星的成分和物理特性。虽然加斯普拉有很多小陨石坑——超过600个，大小从100米到500米不等——但它缺乏大陨石坑，这暗示了它的年龄相对较新。不过，有些凹陷可能是被侵蚀的陨石坑。也许最令人惊讶的是几个相对平坦的平面区域。对小行星附近太阳风的测量显示，太阳风在距离加斯普拉几百公里的地方改变了方向，这暗示它可能有磁场，但还不能确定。

### 艾女星与其卫星艾卫一

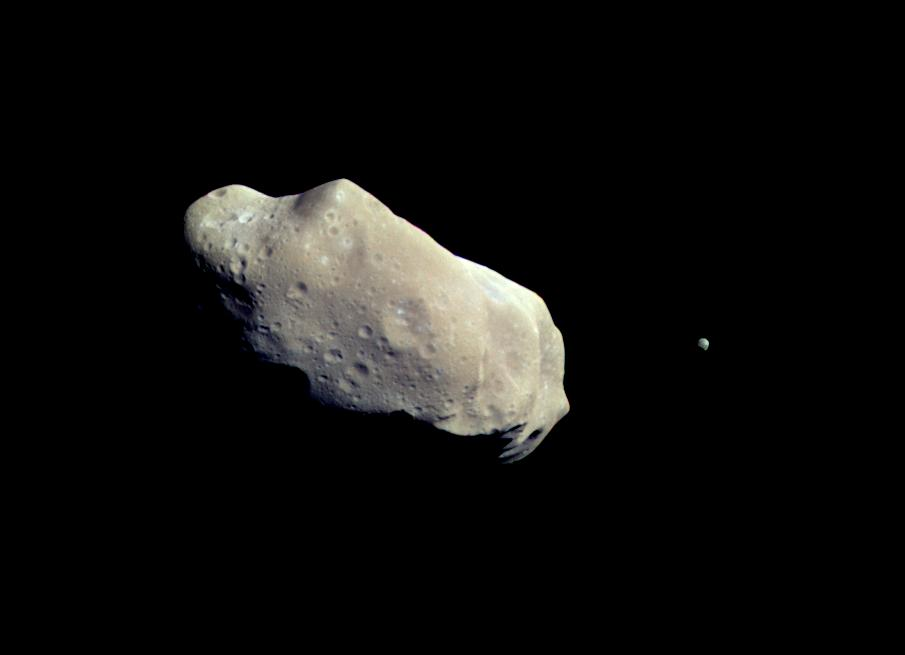
艾女星与其卫星艾卫一（图右）

第二次与地球相遇后，伽利略号于世界协调时1993年8月28日16时52分04秒在 2,410 公里（1,500 英里）的距离上对另一颗小行星艾女星进行了近距离的观测。伽利略号使用固态成像系统（SSI） 和近红外成像光谱仪（NIMS）进行了观测。图像显示，艾女星有一个直径约为1.6 公里的小卫星。
为了给这颗卫星取名，人们举行了一次竞赛，最终以传说中的“达克堤利”命名这颗卫星为 "Dactyl"；"Dactyl "上的个别环形山则以古老的精灵达克堤利们的名字进行命名。伊达 243 号上的区域以艾女星的发现者约翰-帕里沙（Johann Palisa）进行观测的城市命名，而艾女星上的山脊则以已故伽利略小组成员的名字命名。艾卫一是第一个人类发现的小行星卫星。在此之前，人们一直认为小行星的卫星很少见。艾卫一的发现暗示它们实际上可能相当常见。从随后对这些数据的分析来看，艾卫一似乎是一颗S型小行星，在光谱上与 艾女星不同。据推测，这两颗小行星可能都是鸦女星母体撞击后破裂产生的。
由于只能使用低增益天线，因此传输速率仅为40比特/秒，而且仅在1993年8月28日至9月29日和1994年2月至6月期间使用。伽利略号的存储器被用来存储图像，但木星主要任务也需要存储空间。我们开发了一种技术，伽利略号最初只发送每330条线中的两到三条线的图像片段。然后就可以确定图像是有效数据还是太空背景。最终，只有约16%的固态成像系统的数据被传回地球。

## 木星旅程

### 舒梅克-列维9号彗星

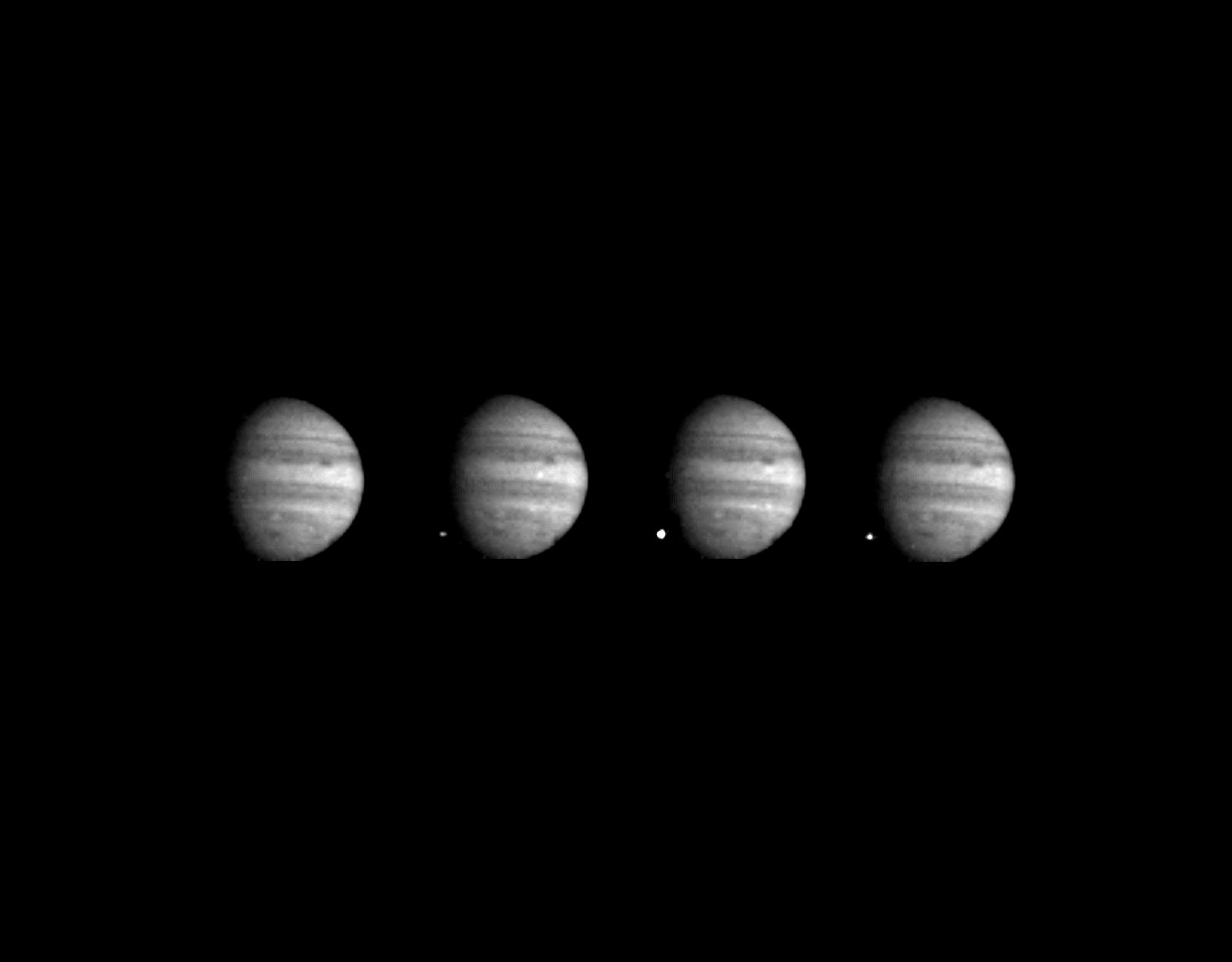
4张伽利略号拍摄的舒梅克-列维9号彗星撞击木星的画面。238 e6km千米

伽利略的主要任务是对木星系统进行为期两年的研究，但是当它在前往木星的途中，一个不寻常的机会出现了。1993年3月26日，寻找彗星的天文学家卡罗琳·休梅克，尤金·休梅克和大卫·H·利维发现了一颗环绕木星运行的彗星碎片。它们是一颗彗星的残骸，这颗彗星进入木星的洛希极限，并被潮汐力撕裂。这颗彗星被命名为苏梅克-列维9号彗星。计算表明，它将在1994年7月16日至24日期间撞击木星。虽然伽利略号距离木星还有很长一段距离，但它处在一个特殊的位置，可以直接观测撞击画面；而地球上的望远镜不得不等待撞击地点旋转进入视野，因为撞击将发生在木星的夜晚一侧。
21个彗星碎片中的第一个没有像预期的那样在木星的大气层中燃烧，而是以每小时32万公里(20万英里)的速度撞击了木星，并且爆炸时产生了一个3000公里(1900英里)高的火球。即使是在木星的夜晚，地面上的望远镜也很容易辨认出来这个火球。撞击在地球上留下了一系列的黑色伤疤，大约是地球的两到三倍，持续了几个星期。伽利略观察到大约10秒钟紫外线闪耀；与90秒的红外线闪烁。当一块碎片撞击木星时，它使木星的整体亮度增加了大约20% 。NIMS观察到一个碎片产生了一个直径7公里(4.3英里)的火球，其温度为8,000 K（7,730 °C；13,940 °F），比太阳表面的温度还要高。

### 木星入轨
1995年7月13日03:07（世界协调时），大气探针与轨道器分离，此时距离12月7日到达木星近点还有五个月的时间。此时，飞船距离木星仍有83 × 106（52 × 106英里），但距离地球却有664 × 106（413 × 106英里），飞船的遥测信号需经过37分钟后才到达JPL。信号中每秒几厘米的微小多普勒频移表明分离已经完成。伽利略号轨道飞行器仍在与木星相撞的轨道上。在此之前，伽利略轨道器一直使用12个10牛的推进器进行航向修正，但随着探测器的释放，伽利略轨道器现在可以启动其400牛顿（90磅）的梅瑟施密特-伯尔考-布洛姆主发动机了，在此之前，该发动机一直被探测器所覆盖。世界协调时7月27日7时38分，主发动机首次点火，使伽利略轨道器进入环绕木星的轨道。伽利略探测器的项目经理、艾姆斯研究中心的玛西-史密斯相信，LGA-1能够胜任这一角色。这次燃烧持续了5分8秒，使伽利略号轨道器的速度改变了61.9每秒（203英尺每秒）。

### 异常灰尘
1995年8月，伽利略轨道器在距离木星63 × 106（39 × 106英里）的地方遭遇了一场持续了几个严重的行星间尘埃云。通常情况下，太空船的尘埃探测器每三天便会捕捉到一粒尘埃颗粒；然而在这时它每天检测到多达2万个颗粒。之前，尤利西斯号太空探测器曾经遭遇过类似的行星间尘埃云，该探测器在三年前路过木星时执行任务，研究太阳的极地区域，但伽利略遭遇的沙尘暴更为强烈。这些尘埃颗粒的大小与香烟烟雾中的颗粒相当，并且取决于它们的大小，其速度范围从每小时14万到72万公里（9万到45万英里）不等。沙尘暴的存在完全出乎科学家的意料。虽然尤利西斯号和伽利略的数据都暗示它们起源于木星系统的某处，但它们是如何产生的，以及如何逃离了木星强大的引力场和电磁场，仍然是一个谜。

### 存储器错误
伽利略的高增益天线失效意味着必须将数据存储到磁带录音机中以供以后压缩和播放，这对于从木星及其卫星的飞越中获取任何实质性信息至关重要。这是一台由Odetics Corporation制造的四轨114兆字节的存储器。 10月11日，它在倒带模式下卡住了15个小时，直到工程师们弄清楚发生了什么，并发送命令将其关闭。尽管录音机本身仍然可以正常工作，但故障可能损坏了卷轴末端的一段磁带。将该磁带段列为“禁区”，禁止未来进行任何数据记录，并覆盖了25圈磁带以固定该段以减少进一步的应力，这可能会撕裂它。因为这次故障发生在伽利略绕行木星轨道之前几周，这一异常促使工程师牺牲了几乎所有的木卫一和木卫二观测数据收集，以便暂时存储从木星大气探测器传来的数据。

## 木星

### 抵达
伽利略号的磁力计报告称，1995年11月16日，当飞船距离木星1500万公里（930万英里）时，它遭遇了木星磁层的弓形冲击波。弓形冲击波随着太阳风阵风的变化而来回移动，因此在11月16日至26日期间，加利略飞船多次穿越它，到那时，伽利略号已经距离木星900万公里（560万英里）。
1995年12月7日，伽利略号抵达了木星系统。当天，它在世界协调时间11:09进行了一次对木卫二的32500公里（20200英里）飞越，然后在15:46对木卫一进行了890公里（550英里）的飞越，利用木卫一的引力减慢速度，从而节省推进剂以备后续任务使用。在19:54，它最为接近木星。轨道飞行器的电子设备已经放在辐射屏蔽层内，但辐射超出了预期，并且几乎达到了飞船的设计极限。伽利略号其中一个导航系统失败了，但备用系统接管了航天器。大多数机器人航天器在发生故障时会进入安全模式，并等待地球的进一步指令，但这对伽利略号来说不可能。

### 木星大气探针

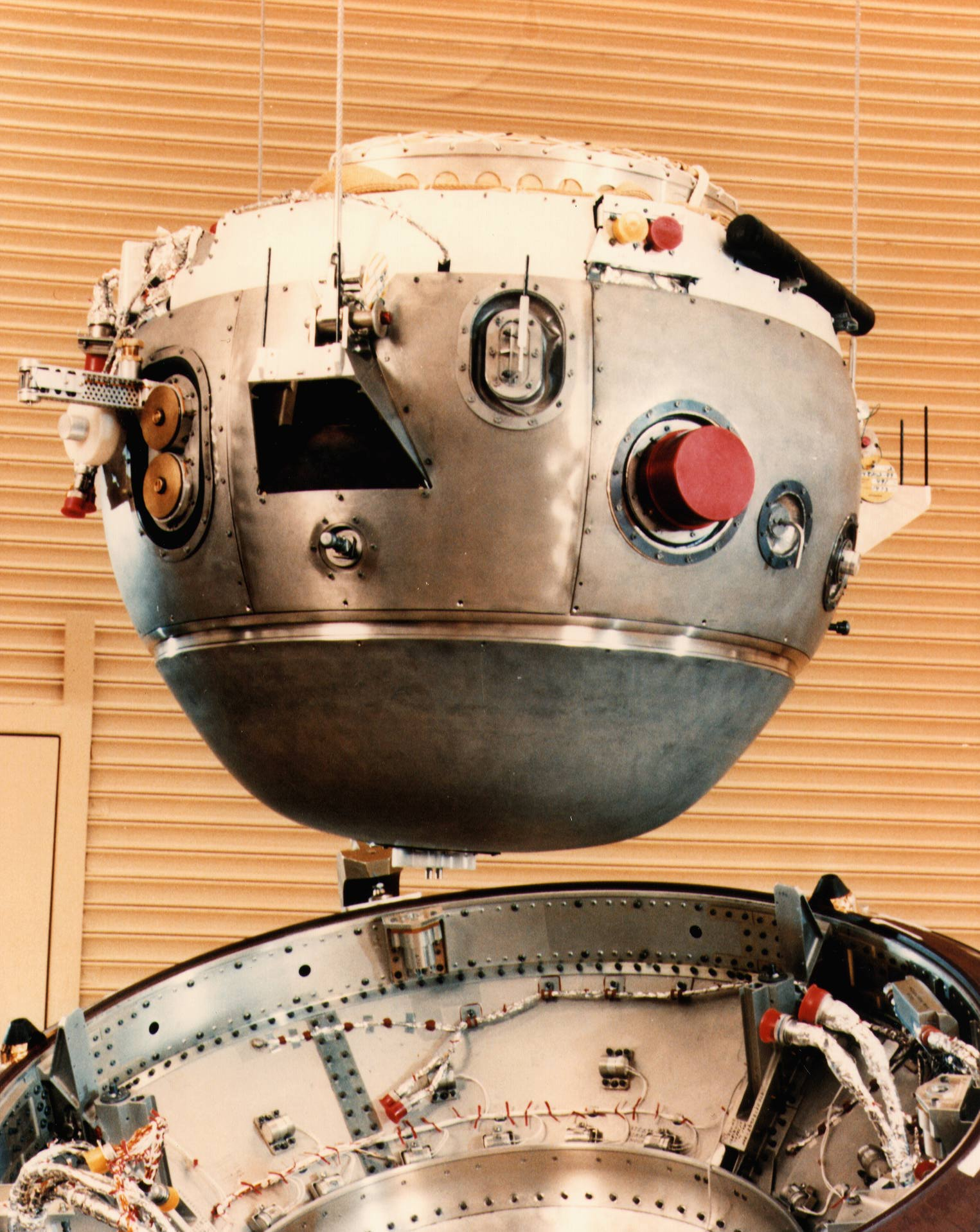
木星大气探针

降落探测器在格林尼治时间下午4点开始启动其仪器。它穿过了木星的环，并遇到了一个先前未发现的电离辐射带，其辐射强度是地球的范·艾伦辐射带的十倍。在大气层进入之前，探测器在木星大气顶端上方约5万公里（3.1万英里）处探测到了一个先前未知的辐射带 。
预计探测器将穿过三层云层；上层由氨冰粒子组成，大气压为0.5至0.6巴（50至60千帕）；一个中层由硫酸铵冰粒子组成，压力为1.5至2巴（150至200千帕）；以及一个水蒸气层，气压为4至5巴（400至500千帕）。探测器下降所经过的大气层比预期的要密集和炎热得多。木星的氦含量也只有预期的一半，数据不支持三层云层结构理论：探测器仅测量到一个显著的云层，在约1.55巴（155千帕）的压力下，但在其整个轨迹都有许多表明粒子密度增加的迹象。
大气探测器进入了木星的大气层，目的是在距离1巴（100千帕）气压水平以上450公里（280英里）处，于世界协调时1995年12月7日晚上10点04分，且没有进行任何制动。在此时，它相对于木星的速度为每小时170,700公里（106,100英里）。
探测器在进入大气层后两分钟内减速至亚音速。其快速穿过大气层产生了一个温度约为15,500°C（27,900°F）的等离子体。探测器的碳酚酞热护盾在下降过程中失去了超过一半的质量，即80千克（180磅）。这是迄今为止尝试的最困难的大气层载入；探测器以50马赫的速度进入，并且必须承受超过228 g0（2,240 m/s2）的最大加速度。当它穿过木星的云层顶部时，开始向轨道器发送数据，轨道器距离地球215,000公里（134,000英里）。数据不会立即传送到地球，而是通过伽利略号的低增益天线（LGA）花费数天的时间来接收，但是会向地球发送每秒一个单比特，表明信号正在被接收和记录。
大气探测器的2.5米（8.2英尺）降落伞比预期晚了53秒部署，导致了上层大气读数的微小损失。这归因于一个加速度计的布线问题，该加速度计确定何时开始降落伞展开序列。然后，探测器卸下了热护盾，热护盾掉入了木星的内部。降落伞将探测器的速度降至每小时430公里（270英里）。在61.4分钟后，轨道器不再检测到探测器的信号，此时探测器位于距离云层顶部180公里（112英里）处，压力为22.7标准大气压（2,300千帕）。据信，探测器继续以终端速度下降，因为温度升高至1,700°C（3,090°F），压力升至5,000标准大气压（510,000千帕），完全被摧毁。
探测器的七个科学仪器提供了丰富的信息。探测器探测到了非常大的风。科学家们预计会发现风速达每小时350公里（220英里）的风，但探测到的风速高达每小时530公里（330英里）。这意味着风不是由太阳光产生的热量或水蒸气凝结（这是地球上风的主要原因）产生的，而是由内部热源引起的。已经广为人知，木星的大气主要由氢组成，但氨和硫酸铵的云比预期的要稀薄得多，并且未检测到水蒸气的云。这是第一次在另一颗行星的大气中观察到氨云。木星的大气层从较低深度上升的物质中产生氨冰颗粒。
探测器探测到的闪电较少，水蒸气较少，但风速较预期的要大。大气层更加湍极，风速比预期的要强。在最外层的层中，风速为每小时290至360公里（180至220英里），与以往远距离测量结果一致，但这些风速在1-4巴的压强水平上急剧增加，然后在610公里/小时（170米/秒）左右保持稳定。在156公里（97英里）的下降过程中没有检测到（或预期）有固体表面。氮、碳和硫的丰度是太阳的三倍，这可能是从太阳系中其他天体获得的，但低丰度的水对地球的水来自彗星的理论提出了质疑。预期之外的是惰性气体——氩、氪和氙的丰度很高，其丰度是太阳的三倍。要想木星捕获这些气体，它的温度必须比今天低得多，约为-240°C（-400.0°F），这表明木星要么曾经离太阳更远，要么形成太阳系的星际物质比人们想象的要低得多
。

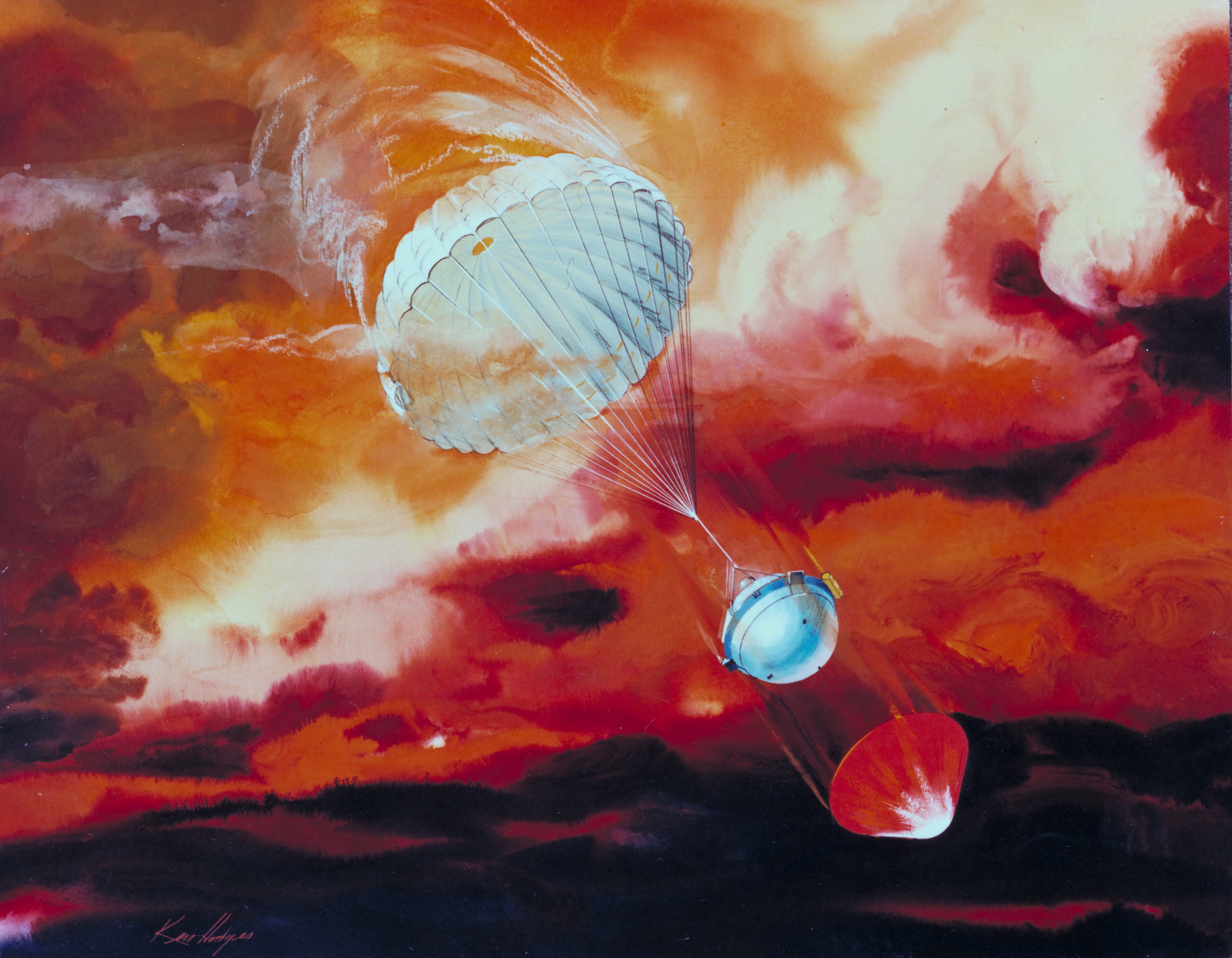
艺术家想象中的木星大气探针载入木星大气层
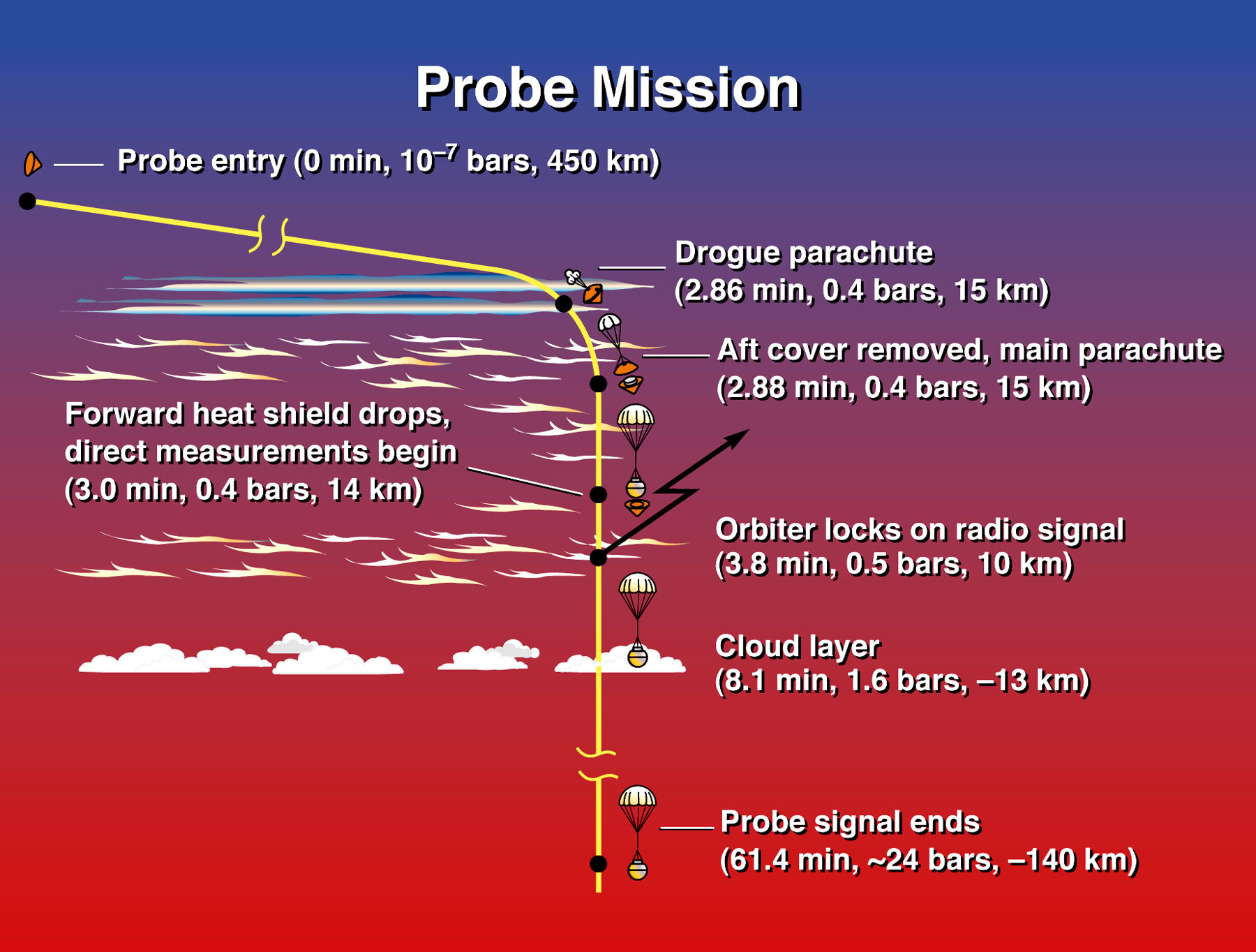
木星大气探针的载入时间线
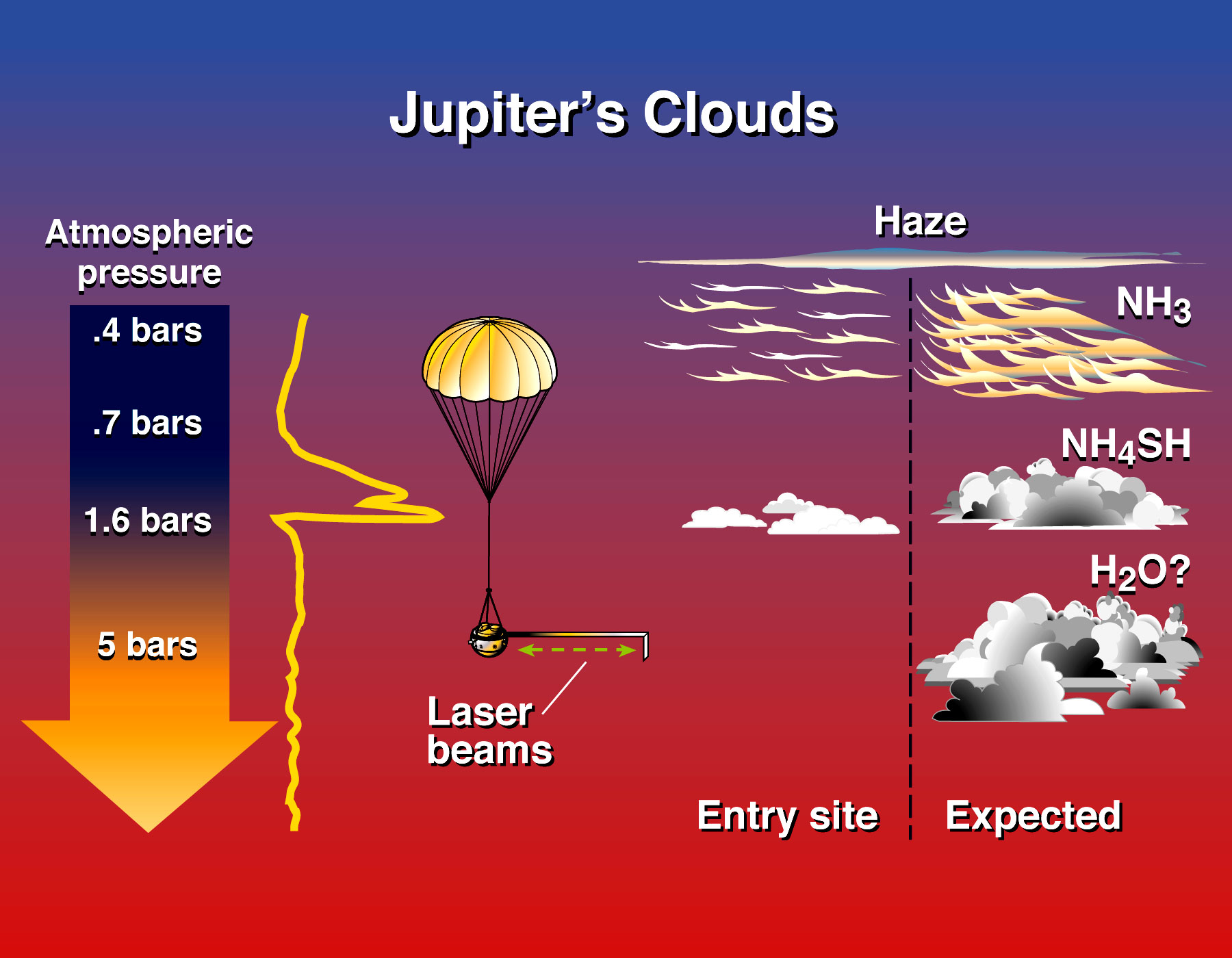
木星的云层——推测的与实际观测到的

### 轨道器

伽利略号进入木星引力范围后的运动轨迹
伽利略号·
木星·
木卫一·
木卫二·
木卫三·
木卫四

正当木星大气探针的数据收集时。伽利略号的新任务便是减缓速度，以免被木星抛出至外太阳系。伽利略轨道飞行器的下一项任务是减速，以避免进入外太阳系。燃烧序列从协调世界时12月8日00:27开始，持续了49分钟，将飞行器的速度减少了600米每秒（2,000英尺/秒），并进入了一个轨道周期为198天的停泊轨道。因此，伽利略轨道飞行器成为了木星的第一颗人造卫星。它的初始轨道大部分用于将探测器的数据传回地球。当轨道飞行器于1996年3月26日到达轨道远点时，主发动机再次点火，将轨道从木星半径的四倍增加到十倍。到那时，轨道飞行器已经接收了任务计划中允许的一半辐射量，而更高的轨道是为了通过限制辐射暴露来尽可能延长仪器的使用寿命。
飞船沿着椭圆轨道绕行木星，每个轨道持续约两个月。由于这些轨道提供的与木星的不同距离，伽利略可以对行星广阔的磁层进行采样。这些轨道旨在对木星最大的卫星进行近距离的掠过。为这些轨道设计了一个命名方案：使用该轨道上遇到的第一个卫星的首字母代码（如果没有飞掠卫星，则使用“J”），再加上轨道编号。

### 木卫一
木卫一（艾奥）是伽利略卫星中最靠近木星的一个卫星，它的大小与月球相仿，半径达到了1,821.3（1,131.7英里）。它和木卫二与木卫三形成轨道共振，并被木星潮汐锁定。它就像月球一样，永远以同一个面面面对木星。它的轨道周期相当短，只有1.769天。因此，它的潮汐力比这个在月球强约220倍。潮汐力致使木卫一本就脆弱的表面的岩石熔化

## 引用
- Anderson, J. D.; Sjogren, W. L.; Schubert, G. . Science. New Series. May 3, 1996, 272 (5262): 709–712. Bibcode:1996Sci...272..709A. ISSN 0036-8075. JSTOR 2889442. PMID 8662566. S2CID 24373080. doi:10.1126/science.272.5262.709.
- Anderson, J. D.; Johnson, Torrence V.; Schubert, Gerald; Asmar, Sami; Jacobson, Robert A.; Johnston, Douglas; Lau, Eunice L.; Lewis, George; Moore, William B.; Moore, William B.; Thomas, Peter C.; Weinwurm, Gudrun. . Science. New Series. May 27, 2005, 308 (5726): 1291–1293. Bibcode:2005Sci...308.1291A. ISSN 0036-8075. JSTOR 3841558. PMID 15919987. S2CID 924257. doi:10.1126/science.1110422.
- Atkinson, David H.; Ingersoll, Andrew P.; Seiff, Alvin. . Nature. 1997, 388 (6643): 649–650. Bibcode:1997Natur.388..649A. ISSN 0028-0836. S2CID 4419557. doi:10.1038/41718 .
- Bangsund, Ed; Knutson, Robert. . The Space Congress Proceedings. April 1, 1988  [November 6, 2020]. （原始内容存档于2021-06-23）.* Belton, Michael J. S.; Gierasch, Peter J.; Smith, Michael D.; Helfenstein, Paul; Schinder, PaulJ.; Pollack, James B.; Rages, Kathy A.; Ingersoll, Andrew P.; Klaasen, Kenneth P.; Veverka, Joseph; Anger, Clifford D.; Carr, Michael H.; Chapman, Clark R.; Davies, Merton E.; Fanale, Fraser P.; Greeley, Ronald; Greenberg, Richard; Head, James W. III; Morrison, David; Neukum, Gerhard; Pilcher, Carl B. . Science. New Series. September 27, 1991, 253 (5027): 1531–1536. Bibcode:1991Sci...253.1531B. ISSN 0036-8075. JSTOR 2884990. PMID 17784096. S2CID 30085773. doi:10.1126/science.253.5027.1531.
- Belton, Michael J.S.; Chapman, Clark R.; Klaasen, Kenneth P.; Harch, Ann P.; Thomas, Peter C.; Veverka, Joseph; McEwen, Alfred S.; Pappalardo, Robert T. . Icarus. 1996, 120 (1): 1–19. Bibcode:1996Icar..120....1B. ISSN 0019-1035. doi:10.1006/icar.1996.0032 .
- Bowles, Mark. . Launius, Roger D.; Jenkins, Dennis R.  (编). . Lexington, Kentucky: The University Press of Kentucky. 2002: 415–442. ISBN 0-8131-2245-7. OCLC 49873630.
- Carlson, R. W.; Baines, K. H.; Encrenaz, Th.; Taylor, F. W.; Drossart, P.; Kamp, L. W.; Pollack, J. B.; Lellouch, E.; Collard, A. D.; Calcutt, S. B.; Grinspoon, D.; Weissman, P. R.; Smythe, W. D.; Ocampo, A. C.; Danielson, G. E.; Fanale, F. P.; Johnson, T. V.; Kieffer, H. H.; Matson, D.L.; McCord, T. B.; Soderblom, L. A. . Science. New Series. September 27, 1991, 253 (5027): 1541–1548. Bibcode:1991Sci...253.1541C. ISSN 0036-8075. JSTOR 2884993. PMID 17784099. S2CID 29201369. doi:10.1126/science.253.5027.1541.
- Carroll, M. . Astronomy. 2003, 31 (10): 36–41 –ProQuest.
- Chaisson, Eric J. . New York: Harper Collins. 1994. ISBN 0-06-017114-6. OCLC 879045001.
- Chapman, Clark R.; Veverka, J.; Thomas, P. C.; Klaasen, K. . Nature. April 27, 1995, 374 (6525): 783–785. Bibcode:1995Natur.374..783C. S2CID 4319450. doi:10.1038/374783a0.
- D'Amario, Louis A.; Bright, Larry E.; Wolf, Aron A. . Space Science Reviews. May 1992, 60 (1–4): 23–78. Bibcode:1992SSRv...60...23D. S2CID 122388506. doi:10.1007/BF00216849.
- Cowen, Ron. . Science News. March 3, 2001, 159 (9): 133. JSTOR 3981750. doi:10.2307/3981750.
- Dawson, Virginia; Bowles, Mark.  (PDF). The NASA History Series. Washington, DC: NASA. 2004  [1 October 2020]. SP-4230. （原始内容存档 (PDF)于2005-12-13）.
- Fieseler, P. D.; Ardalan, S. M.; Frederickson, A. R. . IEEE Transactions on Nuclear Science. December 2002, 49 (6): 2739–2758. Bibcode:2002ITNS...49.2739F. ISSN 0018-9499. doi:10.1109/TNS.2002.805386.
- Fieseler, P. D.; Adams, O. W.; Vandermey, N.; Theilig, E. E.; Schimmels, K. A.; Lewis, G. D.; Ardalan, S. M.; Alexander, C. J. . Icarus. 2004, 169 (2): 390–401. Bibcode:2004Icar..169..390F. ISSN 0019-1035. doi:10.1016/j.icarus.2004.01.012.
- Granahan, James C. . Icarus. 2011, 213 (1): 265–272. Bibcode:2011Icar..213..265G. ISSN 0019-1035. doi:10.1016/j.icarus.2011.02.018.
- Greenberg, Richard. . Berlin: Springer-Praxis. 2005. ISBN 3-540-22450-5. OCLC 488990934.
- Greenberg, Richard; Tufts, B. Randall. . American Scientist. July–August 2001, 89 (4): 296–299. JSTOR 27857494. doi:10.1511/2001.28.3356.
- Harland, David. . Springer Science & Business Media. October 1, 2000. ISBN 978-1-85233-301-0. OCLC 488948903.
- Heppenheimer, T. A. . Washington DC: Smithsonian Institution Press. 2002. ISBN 978-1-288-34009-5. OCLC 931719124. SP-4221.
- Heppenheimer, Thomas A. . Washington, DC: Government Printing Office. 2009. ISBN 978-0-16-083155-3. OCLC 931724068. SP-4232.
- Hitt, David; Smith, Heather. . Lincoln, Nebraska: University of Nebraska Press. 2014. ISBN 978-0-8032-2648-7. OCLC 931460081.
- Janson, Bette R.; Ritchie, Eleanor H.  (PDF). Washington, DC: NASA. 1990  [11 October 2020]. OCLC 21925765. SP-4025. （原始内容存档 (PDF)于2021-01-08）.
- Johnson, Torrence V.; Yeates, Clayne M.; Young, Richard; Dunne, James. . Science. New Series. September 27, 1991, 253 (5027): 1516–1518. Bibcode:1991Sci...253.1516J. ISSN 0036-8075. JSTOR 2884985. PMID 17784091. S2CID 37156782. doi:10.1126/science.253.5027.1516.
- Johnson, Michael R.  (PDF). The 28th Aerospace Mechanisms Symposium. Cleveland, Ohio: NASA: 359–377. May 1, 1994  [November 15, 2011]. （原始内容存档 (PDF)于2020-11-21）.
- Johnson, Torrence V. . Scientific American. February 2000, 282 (2): 40–49. Bibcode:2000SciAm.282b..40J. ISSN 0036-8733. JSTOR 26058599. PMID 10710785. doi:10.1038/scientificamerican0200-40.
- Kivelson, M. G.; Khurana, K. K.; Russell, C. T.; Walker, R. J. . Nature. December 12, 1996, 384 (6609): 537–541. Bibcode:1996Natur.384..537K. ISSN 0028-0836. S2CID 4246607. doi:10.1038/384537a0.
- Meltzer, Michael.  (PDF). The NASA History Series. Washington, DC: NASA. 2007  [19 January 2021]. OCLC 124150579. SP-4231. （原始内容存档 (PDF)于2017-02-14）.
- Mudgway, Douglas J.  (PDF). The NASA History Series. Washington, DC: NASA. 2001  [November 5, 2020]. ISBN 978-0-16-066599-8. OCLC 44573331. SP-4227. （原始内容存档 (PDF)于2021-02-01）.
- Office of Space Science and Applications.  (PDF) (报告). Washington: NASA. May 1, 1989  [November 4, 2020]. OCLC 24780391. （原始内容存档 (PDF)于2023-04-11）.
- Ragent, B; Colburn, DS; Avrin, P; Rages, KA. . Science. 1996, 272 (5263): 854–856. Bibcode:1996Sci...272..854R. ISSN 0036-8075. PMID 8629019. S2CID 25094019. doi:10.1126/science.272.5263.854.
- Rogers, William P.  (PDF) (报告). Washington, DC: NASA. June 6, 1986  [October 18, 2020]. （原始内容 (PDF)存档于December 29, 2016）.
- Sagan, C.; Thompson, W. R.; Carlson, R.; Gurnett, D.; Hord, C. . Nature. 1993, 365 (6448): 715–721. Bibcode:1993Natur.365..715S. ISSN 0028-0836. PMID 11536539. S2CID 4269717. doi:10.1038/365715a0.
- Sarid, Alyssa Rose; Greenberg, Richard; Hoppa, Gregory V.; Hurford, Terry A.; Geissler, Paul. . Icarus. 2002, 158 (1): 24–41. Bibcode:2002Icar..158...24S. ISSN 0019-1035. doi:10.1006/icar.2002.6873.
- Siddiqi, Asif A.  (PDF). The NASA History Series second. Washington, DC: NASA History Program Office. 2018  [29 October 2020]. ISBN 978-1-62683-042-4. LCCN 2017059404. SP-4041. （原始内容存档 (PDF)于2019-04-24）.
- Stevenson, David J. . Nature. December 12, 1996, 384 (6609): 511–512. Bibcode:1996Natur.384..511S. ISSN 0028-0836. S2CID 4286285. doi:10.1038/384511a0 .
- Swift, G. M.; Levanas, G. C.; Ratliff, J. M.; Johnston, A. H. . IEEE Transactions on Nuclear Science. December 2003, 50 (6): 1991–1997. Bibcode:2003ITNS...50.1991S. ISSN 0018-9499. doi:10.1109/TNS.2003.821374.
- Taylor, Jim; Cheung, Kar-Ming; Seo, Dongae.  (PDF). DESCANSO Design and Performance Summary Series. Washington, DC: NASA. July 2002  [15 November 2020]. （原始内容存档 (PDF)于2020-09-20）.
- Tomayko, James E.  (PDF) (报告). NASA History Office. March 1988  [29 October 2020]. （原始内容 (PDF)存档于2024-02-12）.
- Veverka, J.; Belton, M.; Klaasen, K.; Chapman, C. . Icarus. 1994, 107 (1): 2–17. Bibcode:1994Icar..107....2V. doi:10.1006/icar.1994.1002 .
- Waldrop, M. Mitchell. . Science. New Series. 10 September 1982, 217 (4564): 1012–1014. Bibcode:1982Sci...217.1012W. ISSN 0036-8075. JSTOR 1689106. PMID 17839320. doi:10.1126/science.217.4564.1012.
- Williams, D. J.; McEntire, R. W.; Krimigis, S. M.; Roelof, E. C.; Jaskulek, S.; Jaskulek, S.; Wilken, B.; Stüdeman, W.; Armstrong, T. P.; Fritz, T. A.; Lanzerotti, L. J.; Roederer, J.G. . Science. New Series. September 27, 1991, 253 (5027): 1525–1528. Bibcode:1991Sci...253.1525W. ISSN 0036-8075. JSTOR 2884988. PMID 17784094. S2CID 28386. doi:10.1126/science.253.5027.1525.
- Young, Richard E. . Journal of Geophysical Research. September 25, 1998, 103 (El0): 22,775–22,790. Bibcode:1998JGR...10322775Y. doi:10.1029/98JE01051.
- Zahnle, Kevin; Schenk, Paul; Levison, Harold; Dones, Luke. . Icarus. June 2003, 163 (2): 263–289. Bibcode:2003Icar..163..263Z. ISSN 0019-1035. doi:10.1016/S0019-1035(03)00048-4.

## 额外链接
- 伽利略号任务网站 （页面存档备份，存于） 作者：美国国家航空航天局
- 伽利略号的环绕木星的任务照片 作者：Arizona State University
- 伽利略号任务图片集 作者：Kevin M. Gill